# Список військовослужбовців Чернігівської області, які загинули внаслідок російсько-української війни (з 2014)
У статті наведено перелік військовослужбовців, пов'язаних з Чернігівщиною, які загинули внаслідок російсько-української війни.

## Список загиблих військових

### Уродженці Чернігівщини
1. Александренко Сергій Миколайович — народився в селі Олбині Козелецького району. 19 березня 2014 року мобілізований на військову службу. 18 серпня 2014 року під час виконання бойового завдання в ході ударно-пошукових дій в районі села Новосвітлівки Луганської області колона, у якій перебував старший солдат Александренко Сергій Миколайович, потрапила під обстріл терористів, які здійснюють збройний опір силам Антитерористичної операції, із систем залпового вогню БМ-21 «Град». Унаслідок обстрілу Сергій Миколайович отримав тяжке поранення, не сумісне з життям. Похований 8 серпня 2014 року в селі Олбині Козелецького району. Указом Президента України № 270/2015 від 15 травня 2015 року «за особисту мужність і високий професіоналізм, виявлені у захисті державного суверенітету та територіальної цілісності України, вірність військовій присязі» нагороджений орденом «За мужність» III ступеня (посмертно). Нагороджений нагрудним знаком «За оборону Луганського аеропорту» (посмертно).
2. Андрейченко Максим Павлович — народився в місті Мені Чернігівської області. Від 21 серпня 2013 року поступив на контрактну військову службу в 1-шу окрему танкову бригаду (смт. Гончарівське Чернігівського району) механіком-водієм танка. Загинув під час виконання бойового завдання у районі селища Біле Лутугинського району Луганської області 22 серпня 2014 року внаслідок попадання снаряду в танк. Похований 28 серпня 2014 року в місті Мені. Указом Президента України № 270 від 15 травня 2015 року «за особисту мужність і героїзм, виявлені у захисті державного суверенітету та територіальної цілісності України, вірність військовій присязі» нагороджений орденом «За мужність» ІІІ ступеня (посмертно).
3. Андрієць Олег Анатолійович — народився в селі Вертіївці Ніжинського району Чернігівської області. Навчався в Полтавській філії Київського військового інституту управління та зв’язку. Після закінчення училища був направлений для проходження подальшої військової служби в місто Одесу до 26-го прикордонного загону Південного регіонального управління Державної прикордонної служби України. Загинув 1 вересня 2014 року в районі села Саханка Новоазовського району Донецької області. Прикордонний наряд на автомобілі «УАЗ» у районі села Саханки вступив у бій із загоном ворога. Противник у складі піхотної групи підсиленої двома БТР закріпився з боку міста Новоазовська. Прикордонники викликали підкріплення та до його приходу стримували натиск ворога. Під час бою О. Андрієць загинув, троє прикордонників отримали важкі поранення. Похований 4 вересня 2014 року в місті Одесі. Указом Президента України № 747/2014 від 29 вересня 2014 року «за особисту мужність і героїзм, виявлені у захисті державного суверенітету та територіальної цілісності України» нагороджений орденом «За мужність» III ступеня (посмертно).
4. Бадуненко Сергій Іванович — народився в м. Корюківці. Мобілізований до лав Збройних сил України 2 вересня 2014 року у склад 41-го окремого мотопіхотного батальйону 72-ї окремої механізованої бригади. 30 квітня 2015 року о 14:00 під час розвідки підірвався на «розтяжці» в районі села Старогнатівки Волноваського району Донецької області. Похований 4 травня 2015 року в селі Охрамієвичі Корюківського району Чернігівської області. Указом Президента України № 306/2016 від 20 липня 2016 року «за особисту мужність і високий професіоналізм, виявлені у захисті державного суверенітету та територіальної цілісності України, вірність військовій присязі» нагороджений орденом «За мужність» III ступеня (посмертно).
5. Бальченко Володимир Іванович — народився у селі Берестовець Борзнянського району. Призваний на військову службу 8 жовтня 2015 року. Спочатку перебував у 169-му Навчальному центрі сухопутних військ в Десні, а згодом підписав контракт із ЗСУ. Молодший сержант, кулеметник 1-ї роти 1-го батальйону 72-ї окремої механізованої бригади. Загинув уранці 29 січня 2017 року під час важких боїв у районі промзони міста Авдіївки Донецької області. 1 лютого 2017 року з Героєм прощалися на Майдані, на наступний день 2 лютого 2017 року його поховали в рідному селі Берестовець Борзнянського району. Указом Президента України Петра Порошенка від 1 лютого 2017 року № 22/2017 молодшого сержанта Володимира Бальченка посмертно нагороджено орденом «За мужність» ІІІ ступеня.
6. Баран Сергій Петрович — народився в селі Богданівці Ніжинського району Чернігівської області. Мобілізований до лав Збройних сил України 28 квітня 2014 року у склад 13-го батальйону територіальної оборони «Чернігів-1». 19 серпня 2014 року був тяжко поранений під час обстрілу із «Градів» позицій підрозділу в Луганській області. Перебував у Харківському військовому госпіталі, потім був переведений до міста Львова. Через 21 день після поранення, попри всі намагання лікарів врятувати життя пораненому, його серце не витримало, і 9 вересня герой пішов із життя. Похований 11 вересня 2014 року в селі Богданівці Ніжинського району Чернігівської області. Указом Президента України № 270 від 15 травня 2015 року «за особисту мужність і героїзм, виявлені у захисті державного суверенітету та територіальної цілісності України, вірність військовій присязі» нагороджений орденом «За мужність» ІІІ ступеня (посмертно).
7. Бахмач Володимир Степанович — народився в селі Понорах Талалаївського району Чернігівської області. 3 вересня 2014 року призваний до лав Збройних сил України у склад 13-го мотопіхотного батальйону 1-ї окремої танкової бригади. Зник безвісти 17 лютого 2015 року під час виходу українських підрозділів із міста Дебальцевого. Приблизно в 3-х кілометрах від села Луганське Артемівського району Донецької області Володимир Бахмач та двоє його товаришів підірвалися на міні. Похований в Дніпропетровську на цвинтарі Воїнської слави як невпізнаний. У червні 2015 року, після проведення аналізу ДНК, тіло було ідентифіковане. Перепохований 27 червня 2015 року в рідному селі. Указом Президента України № 103 від 21 березня 2016 року «за особисту мужність і високий професіоналізм, виявлені у захисті державного суверенітету та територіальної цілісності України, вірність військовій присязі» нагороджений орденом «За мужність» ІІІ ступеня (посмертно).
8. Баширов Тахір Тахірович — народився в місті Ніжині. Призваний за мобілізацією до лав Збройних сил України 28 серпня 2014 року у склад 1-ї окремої танкової бригади (смт. Гончарівське Чернігівського району). Загинув 25 січня 2015 року під час бою біля міста Авдіївки Донецької області. Похований 29 січня 2015 року в місті Ніжині Чернігівської області (кладовище «Гуньки»). Указом Президента України № 9 від 16 січня 2016 року «за особисту мужність і героїзм, виявлені у захисті державного суверенітету та територіальної цілісності України, вірність військовій присязі» нагороджений орденом «За мужність» ІІІ ступеня (посмертно).
9. Безгубченко Сергій Борисович — народився в селі Сухополова Прилуцького району Чернігівської області. Призваний до Збройних сил України 19 березня 2014 року до 1-ї окремої танкової бригади (смт. Гончарівське Чернігівського району). Загинув у ніч із 3 на 4 вересня 2014 року біля села Дмитрівки Луганської області під час обстрілу з РСЗВ «Град». Похований 9 вересня 2014 року в селі Сухополова Прилуцького району. Указом Президента України № 270 від 15 травня 2015 року «за особисту мужність і героїзм, виявлені у захисті державного суверенітету та територіальної цілісності України, вірність військовій присязі» нагороджений орденом «За мужність» ІІІ ступеня (посмертно).
10. Биков Олег Володимирович — народився в місті Ніжині Чернігівської області. 28 серпня 2014 року призваний на військову службу за мобілізацією. Під час проходження служби отримав звання старший розвідник-оператор розвідувального відділення розвідувального взводу 90-го окремого аеромобільного батальйону 95-ї окремої аеромобільної бригади високомобільних десантних військ Збройних сил України. Загинув 26 лютого 2015 року під час бою в районі селища Водяне Ясинуватського району Донецької області. Похований 2 березня 2015 року в місті Ніжині. Указом Президента України № 270 від 15 травня 2015 року «за особисту мужність і героїзм, виявлені у захисті державного суверенітету та територіальної цілісності України, вірність військовій присязі» нагороджений орденом «За мужність» ІІІ ступеня (посмертно).
11. Близнюк Володимир Володимирович — народився в місті Чернігові в сім’ї військового льотчика. Учасник Революції Гідності. Був мобілізований 21 квітня 2014 року. Старший солдат, стрілець-гранатометник 13-го батальйону територіальної оборони «Чернігів-1». Загинув 6 вересня 2014 року внаслідок мінометного обстрілу біля селища Станиця Луганська Луганської області. Похований 9 вересня 2014 року в місті Чернігові. Указом Президента України № 103/2016 від 21 березня 2016 року «за особисту мужність і високий професіоналізм, виявлені у захисті державного суверенітету та територіальної цілісності України, вірність військовій присязі» нагороджений орденом «За мужність» III ступеня (посмертно).
12. Богуш Андрій Васильович — народився в місті Чернігові. Улітку 2014 року пішов добровольцем до 24-го добровольчого батальйону територіальної оборони «Айдар», де увійшов до складу 2-ї роти «Захід». Загинув 5 вересня 2014 року поблизу села Весела Гора Слов’яносербського району Луганської області. Похований 12 вересня 2014 року в місті Чернігові. Указом Президента України № 282 від 23 травня 2015 року «за особисту мужність і героїзм, виявлені у захисті державного суверенітету та територіальної цілісності України, вірність військовій присязі» нагороджений орденом «За мужність» ІІІ ступеня (посмертно), а також нагрудним знаком «За оборону Луганського аеропорту» (посмертно), відзнакою «За вірність присязі»(посмертно).
13. Бондаренко Валерій Миколайович — народився в селі Попівка Новгород-Сіверського району Чернігівської області. Після закінчення Попівської середньої школи у 2006 році вступив до Академії сухопутних військ імені гетьмана Петра Сагайдачного, яку закінчив за спеціальністю «бойове застосування та управління діями підрозділів, частин, з’єднаннями сухопутних військ». Від 2010 року служив у місті Яворові Львівської області в 24-й окремій механізованій бригаді. На початок АТО був командиром роти у званні капітана. Загинув 14 серпня 2014 року під час мінометного обстрілу біля села Новосвітлівки Луганської області. Похований 16 вересня 2014 року в селі Попівці Новгород-Сіверського району. Указом Президента України № 593/2014 від 15 липня 2014 року «за особисту мужність і героїзм, виявлені у захисті державного суверенітету та територіальної цілісності України» нагороджений орденом Богдана Хмельницького ІІІ ступеня.
14. Бригинець Олександр Валентинович — народився в селі Жуківщині Козелецького району Чернігівської області. Мобілізований до лав Збройних сил України 28 квітня 2014 року у склад 13-го батальйону територіальної оборони «Чернігів». Загинув 29 січня 2015 року під час мінометних обстрілів взводного опорного пункту в районі міста Вуглегірська Артемівського району Донецької області. Упізнаний за ДНК-експертизою. Похований 2 квітня 2015 року в селі Жуківщині Козелецького району. Указом Президента України № 103 від 21. 03. 2016 року «за особисту мужність і високий професіоналізм, виявлені у захисті державного суверенітету та територіальної цілісності України, вірність військовій присязі» нагороджений орденом «За мужність» ІІІ ступеня (посмертно).
15. Бруй Микола Віталійович — народився в місті Чернігові. Був активним учасником Революції Гідності. Під час проведення першої хвилі мобілізації 19 березня 2014 року призваний до лав Збройних сил України у складі 1-ї окремої танкової бригади (смт Гончарівське Чернігівського району) на посаду гранатометника 2-го механізованого взводу 2-ї механізованої роти механізованого батальйону. Загинув 26 липня 2014 року, прикриваючи підступи до Луганського аеропорту, поблизу села Красне Краснодонського району Луганської області. Похований 4 серпня 2014 року в місті Чернігові. Указом Президента України № 270 від 15 травня 2015 року «За особисту мужність і героїзм, виявлені у захисті державного суверенітету та територіальної цілісності України, вірність військовій присязі» нагороджений орденом «За мужність» ІІІ ступеня (посмертно).
16. Бурлак Микола Михайлович — народився в с. Стольному Менського району. Від квітня 2008 до квітня 2011 року проходив військову службу за контрактом у смт. Гончарівському Чернігівського району за військовою спеціальністю «механік-водій». Від травня 2013 до липня 2014 року служив за контрактом у 13-му батальйону 95-ї окремої аеромобільної бригади в місті Житомирі. Від 4 червня 2014 року брав участь у антитерористичній операції в Донецькій області. Загинув 19 липня 2014 року в бою у складі штурмової групи зі знищення бойовиків у районі міста Лисичанськ Луганської області. Похований 27 липня 2014 року в селі Стольному Менського району Чернігівської області. Указом Президента України № 873/2014 від 14 листопада 2014 року «за особисту мужність і героїзм, виявлені у захисті державного суверенітету та територіальної цілісності України, вірність військовій присязі» нагороджений орденом «За мужність» ІІІ ступеня (посмертно).
17. Буряк Анатолій Миколайович — народився в селі Володькова Дівиця (Червоні Партизани) Носівського району. 19 березня 2014 року був призваний до лав Збройних сил України та направлений до 1-ї окремої танкової бригади (смт Гончарівське). На фронті воював у складі 24-го батальйону територіальної оборони «Айдар». Загинув 6 вересня 2014 року поблизу міста Щастя Луганської області. Указом Президента України № 270 від 15 травня 2015 року «За особисту мужність і героїзм, виявлені у захисті державного суверенітету та територіальної цілісності України, вірність військовій присязі» нагороджений орденом Богдана Хмельницького ІІІ ступеня (посмертно).
18. Бутусов Юрій Юрійович — народився в місті Чернігові. У 2003—2006 роках навчався в Чернігівському ліцеї з посиленою військово-фізичною підготовкою, закінчив його із золотою медаллю. Після закінчення ліцею стає слухачем Академії сухопутних військ імені гетьмана Петра Сагайдачного в місті Львові, яку із золотою медаллю закінчує в 2010 році. Старший лейтенант Юрій Бутусов проходив військову практику в Чехії, закінчив американську військову школу West Point, отримав диплом рейнджера — оволодів навичками бойових дій у горах та стрибків із парашутом. Був направлений для проходження подальшої служби до міста Кіровограда до 3-го окремого полку спецпризначення. Юра загинув 16 лютого 2015 року під час супроводження колони із оточення, яка близько 11:00 потрапила в засідку під містом Дебальцевим Донецької області. Поховали Юрія Бутусова 28 березня 2015 року в місті Бахмачі Чернігівської області на батьківщині матері. Указом Президента України № 311 від 4 червня 2015 року «за особисту мужність і героїзм, виявлені у захисті державного суверенітету та територіальної цілісності України, вірність військовій присязі» нагороджений орденом Богдана Хмельницького ІІІ ступеня (посмертно).
19. Висоцький Павло Миколайович — народився в селі Рибинську Корюківського району. Мобілізований 29 березня 2014 року до 72-ї окремої механізованої бригади. Загинув 9 липня 2014 року близько 21:30 поблизу села Червона Зоря Шахтарського району Донецької області внаслідок підриву БМП-2 на фугасі. Похований 13 липня 2014 року в місті Києві на Берковецькому цвинтарі. Родина проживала в селі Рибинську Корюківського району, батьки на момент загибелі померли, удова з дітьми живе в Києві. Указом Президента України № 747 від 29 вересня 2014 року «за особисту мужність і героїзм, виявлені у захисті державного суверенітету та територіальної цілісності України» нагороджений орденом «За мужність» ІІІ ступеню (посмертно).
20. Власенко Дмитро Миколайович- народився в селі Старій Басані Бобровицького району. Мобілізований до лав Збройних сил України 19 березня 2014 року Бобровицько-Носівським військовим комісаріатом. В АТО перебував у складі механізованого батальйону 1-ї окремої танкової бригади (смт. Гончарівське). 5 вересня 2014 року близько 13:00 взвод молодшого лейтенанта Калиновского П. О. кількістю 25 військовослужбовців, а також кілька військовослужбовців 1-ї танкової бригади (серед яких був Дмитро Власенко) в районі с. Шишкового (3-4 км західніше н. п. Металіст Луганської обл.) після двогодинного бою здійснив відхід у західному напрямку. Командир взводу Калиновський П. О. разом із важко пораненим Малашняком А. В. (поранення в стегно), ще трьома бійцями свого взводу та трьома військовослужбовцями 1 окремої танкової бригади близько 19:00—20:00 біля н. п. Крута Гора попав у засідку. Після перестрілки їх було взято в полон. Дмитро Миколайович Власенко був розстріляний бойовиками разом із іншими трьома військовослужбовцями. До серпня 2015 року вважався зниклим безвісти. Тіло було ідентифіковано за результатами ДНК-експертизи в серпні 2015 року. Перепохований 16 вересня 2015 року в селі Старій Басані Бобровицького району Чернігівської області. Указом Президента України № 9 від 16 січня 2016 року «за особисту мужність і героїзм, виявлені у захисті державного суверенітету та територіальної цілісності України, вірність військовій присязі» нагороджений орденом «За мужність» ІІІ ступеня (посмертно).
21. Гирич Віталій Анатолійович — народився в місті Корюківці Чернігівської області. Мобілізований до війська 28 квітня 2014 року. Проходив військову службу в 13-му батальйоні територіальної оборони «Чернігів-1». Загинув унаслідок осколкового смертельного поранення після обстрілу в селищі Луганському Бахмутського (Артемівського) району Донецької області 14 лютого 2015 року. Похований 18 лютого 2015 року на місцевому кладовищі міста Корюківки (село Трудовик Корюківського району). Указом Президента України № 103 від 21 березня 2016 року«за особисту мужність і високий професіоналізм, виявлені у захисті державного суверенітету та територіальної цілісності України» нагороджений орденом «За мужність» III ступеня (посмертно).
22. Головатий Максим Сергійович — народився в місті Мені Чернігівської області. Мобілізований до лав Збройних сил України 28 квітня 2014 року. У зоні АТО воював у складі 13-го батальйону територіальної оборони «Чернігів-1». Загинув від снайперського вогню 18 лютого 2015 року під час відходу українських військ із міста Дебальцевого біля села Логвинового Бахмутського (Артемівського) району Донецької області. Похований 30 квітня 2015 року в місті Мені Чернігівської області. Указом Президента України № 103 від 21 березня 2016 року «за особисту мужність і високий професіоналізм, виявлені у захисті державного суверенітету та територіальної цілісності України, вірність військовій присязі» нагороджений орденом «За мужність» III ступеня (посмертно).
23. Грановський Андрій Олександрович — народився в місті Остер Козелецького району в сім’ї військового. Загинув 13 серпня 2014 року, потрапивши під обстріл РЗСО «Град» у районі села Польового (курган Гостра Могила) Шахтарського району Донецької області. Похований 16 серпня 2014 року в місті Острі Козелецького району. Указом Президента України № 892/2014 від 27 листопада 2014 року «за особисту мужність і героїзм, виявлені у захисті державного суверенітету та територіальної цілісності України» нагороджений орденом Богдана Хмельницького III ступеня.
24. Дегтяр Микола Сергійович — народився 5 квітня 1990 року в селі Рокитному Бобровицького району. Від 2008 до 2010 року проходив строкову військову службу в складі 15-го окремого гірсько-піхотного батальйону (м. Ужгород). Після повернення з армії працював у «Київтранспарксервісі» та вступив на заочне навчання до Київського національного університету технологій та дизайну за спеціальністю «фахівець у галузі легкої промисловості» (закінчив у січні 2016 року). Призваний до Збройних сил України у квітні 2015 року. Солдат, кулеметник 11-го окремого мотопіхотного батальйону «Київська Русь» 59-ї окремої мотопіхотної бригади. Загинув 22 червня 2016 року під час мінометного обстрілу біля села Троїцького Попаснянського району Луганської області. Похований 24 червня 2016 року в селі Рокитному. Указом Президента України № 330 від 11 серпня 2016 року «за особисту мужність і героїзм, виявлені у захисті державного суверенітету та територіальної цілісності України, вірність військовій присязі» нагороджений орденом «За мужність» ІІІ ступеня (посмертно).
25. Дейнега Сергій Валентинович — народився в місті Бобровиці Чернігівської області. Під час проведення другої черги мобілізації 20 червня 2014 року був призваний до Збройних сил України. У зоні АТО — у складі 1-ї окремої танкової бригади. Загинув у результаті артилерійського обстрілу 9 серпня 2014 року поблизу селища Маринівки Шахтарського району Донецької області. Похований 15 серпня 2014 року в місті Бобровиці Чернігівської області. Указом Президента України № 873/2014 від 14 листопада 2014 року «за особисту мужність і героїзм, виявлені у захисті державного суверенітету та територіальної цілісності України, вірність військовій присязі» нагороджений орденом «За мужність» ІІІ ступеня (посмертно).
26. Джевага Сергій Олександрович — народився в місті Прилуках Чернігівської області. 16 червня 2014 року вступає до Національної гвардії за контрактом на добровільне перебування в резерві військової частини номер 3027. 17 липня 2014 року заступає до служби в рангу солдата батальйону спеціального призначення НГУ «Донбас». Ранком 29 серпня 2014 загинув під час виходу «зеленим коридором» із Іловайського котла. Їхав у «Газелі» у складі автоколони батальйону «Донбас» по дорозі з села Многопілля до Червоносільського, зазнав смертельного поранення. Загинув разом із товаришами «Бризом» та «Детройтом». Помер на руках побратима. Тіло до сьогодні не знайдене та не ідентифіковане. Факт загибелі встановлено рішенням Прилуцького міськрайонного суду Чернігівської області від 7 травня 2015 р. Указом Президента України № 176/2015 від 25 березня 2015 року «за особисту мужність і високий професіоналізм, виявлені у захисті державного суверенітету та територіальної цілісності України» нагороджений орденом «За мужність» III ступеня (посмертно).
27. Джужа Руслан Михайлович — народився в селі Озерянах Бобровицького району. Призваний до Збройних сил України весною 2014 року. В АТО — командир 1-го відділення 2-го взводу 1-ї роти 13-го батальйону територіальної оборони «Чернігів-1». Загинув 20 серпня 2014 року в результаті мінометного обстрілу блокпосту в районі села Камишного Станично-Луганського району Луганської області. Похований 23 серпня 2014 року в селі Максим Козелецького району Чернігівської області. Указом Президента України № 270 від 15 травня 2015 року «за особисту мужність і героїзм, виявлені у захисті державного суверенітету та територіальної цілісності України, вірність військовій присязі» нагороджений орденом «За мужність» ІІІ ступеня (посмертно).
28. Жеребило Вадим Володимирович — народився в місті Мені. Від першого дня був активним учасником Революції Гідності: працював біля КМДА в зеленому наметі зі звуковою апаратурою. Активний учасник протистоянь на вулиці Грушевського. Із початком військових дій на сході України пішов у лави добровольчого батальйону «Айдар». Загинув 31 січня 2015 року внаслідок розриву снаряду під час виконання бойового завдання з охорони ТЕС м. Щастя Новоайдарського району Луганської області. Похований 3 лютого 2015 року на центральному кладовищі в місті Мені. Указом Президента України № 270 від 15 травня 2015 року «за особисту мужність і героїзм, виявлені у захисті державного суверенітету та територіальної цілісності України, вірність військовій присязі» нагороджений орденом «За мужність» ІІІ ступеня (посмертно).
29. Запека Віктор Олександрович — народився в м. Чернігів. З вересня 2014 проходив службу у батальйоні «Чернігів» УМВС України в Чернігівській області. Загинув 16 листопада 2014 року у районі смт. Станиця Луганська. Указом Президента України № 942/2014 від 19 грудня 2014 р., «за особисту мужність і героїзм, виявлені у захисті державного суверенітету та територіальної цілісності України, високий професіоналізм, зразкове виконання службового обов’язку та з нагоди Дня міліції» нагороджений орденом «За мужність» ІІІ ступеня (посмертно).
30. Ільчишин Олександр Миколайович — народився 20 червня 1989 року в місті Мені Чернігівської області. У 2007—2008 роках проходив строкову військову службу у лавах внутрішніх військ МВС. Мобілізований до лав Збройних сил України в березні 2014 року. Від 18 березня до 19 травня 2014 року служив стрільцем відділення охорони Менського районного військового комісаріату. Від 19 травня 2014 року — солдат, кулеметник мотопіхотного відділення мотопіхотного взводу 41-го батальйону територіальної оборони «Чернігів-2». Брав участь у визволенні Слов’янська, Красного Лиману та Попасної. 9 серпня 2014 року отримав важке поранення внаслідок підриву на міні бронемашини. Проходив лікування в Харківському госпіталі, травматологічному відділенні Київського шпиталю. Згодом був направлений на реабілітацію в Ірпінський госпіталь Київської області. 2 вересня 2014 року після складної операції впав у кому. Помер 23 серпня 2016 року. Похований у місті Мені Чернігівської області.
31. Іщенко Андрій Васильович — народився в місті Чернігові. В органах внутрішніх справ перебував від 19 липня 2014 року. Рядовий міліції, міліціонер 1-го взводу 1-ї роти батальйону патрульної служби міліції особливого призначення «Чернігів» УМВС України в Чернігівській області. Загинув 16 листопада 2014 року в ході бойових дій у районі залізничного переїзду біля селища Станиця Луганська Луганської області. Похований 20 листопада 2014 року в місті Чернігові після церемонії прощання та відспівування у Катерининській церкві. Указом Президента України № 942 від 19 грудня 2014 року «за особисту мужність і героїзм, виявлені у захисті державного суверенітету та територіальної цілісності України, високий професіоналізм, зразкове виконання службового обов’язку та з нагоди Дня міліції» нагороджений орденом «За мужність» III ступеня (посмертно).
32. Коваль Юрій Миколайович — народився в селі Ярославці Бобровицького району Чернігівської області. 19 березня 2014 року був призваний до лав Збройних сил України. В АТО воював у складі 2-ї механізованої роти механізованого батальйону 1-ї окремої танкової бригади. Загинув під час виконання бойового завдання у ході знищення блокпостів ворога 26 липня 2014 року біля села Красне Сорокинського (Краснодонського) району Луганської області (район Луганського аеропорту). Похований 2 серпня 2014 року в селі Ярославці Бобровицького району Чернігівської області. Указом Президента України № 270 від 15 травня 2015 року «за особисту мужність і героїзм, виявлені у захисті державного суверенітету та територіальної цілісності України, вірність військовій присязі» нагороджений орденом «За мужність» ІІІ ступеня (посмертно).
33. Ковальчук Сергій Михайлович — народився в селі Рокитному Бобровицького району. 7 травня 2015 року пішов добровольцем на навчання у військову частину смт. Десна, а від вересня 2015 року — на контрактну службу в зону АТО у складі 14-ї окремої механізованої бригади. У ніч проти 1 травня 2016 року група розвідників під смт. Старомихайлівкою Мар’їнського району Донецької області вночі потрапила в засідку ворогів. Під час сутички молодший сержант Ковальчук С. М. загинув, захищаючи відхід побратимів. Тіло героя захопили бойовики так званої «ДНР» та виклали відеоролик в інтернеті. Тіло повернули під час обміну. Похований 6 травня 2016 року в селі Рокитному. Указом Президента України № 58/2017 від 10 березня 2017 року «за особисту мужність, виявлену у захисті державного суверенітету та територіальної цілісності України, самовіддане виконання військового обов’язку» нагороджений орденом «За мужність» III ступеня (посмертно)
34. Коворотний Сергій Володимирович — народився в селі Колісниках Ніжинського району Чернігівської області. Після строкової залишився на військовій службі. Закінчив із відзнакою школу прапорщиків у місті Котовську Одеської області. Військову службу проходив у смт. Десні Козелецького району Чернігівської області. Спочатку був водієм-механіком танку. За досконале знання військової техніки був призначений на посаду механіка-інструктора і отримав військове звання прапорщик. Навчав молодих бійців водіння танків. Був учасником бойового параду в м. Києві на честь Дня Незалежності України. Його танк ішов одним із перших у колоні. Станом на 2014 рік — старший прапорщик, інструктор із водіння танків 169-го навчального центру Сухопутних військ Збройних сил України (селище Десна Козелецького району Чернігівської області). У зоні проведення АТО перебував від кінця червня 2014 року у складі зведеної групи. Загинув під час бою 26 серпня 2014 року поблизу села Новосвітлівки Сорокинського (Краснодонського) району Луганської області. Похований 12 вересня 2014 року в місті Шостці Сумської області. Указом Президента України № 282 від 23 травня 2015 року «за особисту мужність і високий професіоналізм, виявлені у захисті державного суверенітету і територіальної цілісності України, вірність військовій присязі» нагороджений орденом «За мужність» ІІІ ступеня (посмертно).
35. Ковтун Станіслав Григорович — народився в селі Атюші Коропського району. Закінчив Чернігівський ліцей з посиленою військовою підготовкою (2003 р.), продовжив здобувати фах військового в Харківському інституті танкових військ, де отримав диплом із відзнакою та ступінь бакалавра. Був активним учасником Майдану. До проведення першої хвилі мобілізації добровольцем-контрактником пішов до Збройних сил України (14. 03. 2014 р.; в/ч А1126). У складі 25-ї Дніпропетровської високомобільної повітряно-десантної бригади воював на Сході. 29 липня 2014 року нагороджений пам’ятним знаком «За воїнську доблесть». 31 липня 2014 року в жорстокому бою за місто Шахтарськ загинув смертю героя. За особливу мужність і героїзм, виявлені у захисті державного суверенітету та територіальної цілісності України, вірність військовій присязі Указом Президента України від 14 листопада 2014 року Ковтун Станіслав Григорович нагороджений орденом «За мужність» III ступеня посмертно. Похований у рідному селі Атюша.
36. Колесник Віталій Павлович — народився в селі Сухиня Бобровицького району. 1 вересня 2014 року був мобілізований до ЗСУ. Був навідником міномета 13 окремого мотопіхотного батальйону 1-ї окремої танкової бригади. 30 січня 2015 року під час оборони міста Вуглегірська був смертельно поранений. Майже два місяці рідні та близькі не мали змоги забрати тіло Віталія. Завдяки волонтерам Чернігівської та Дніпропетровської областей тіло героя було знайдено та передано родичам для поховання на рідній землі. Указом Президента України № 103/2016 від 21 березня 2016 року «за особисту мужність і високий професіоналізм, виявлені у захисті державного суверенітету, вірність військовій присязі» нагороджений орденом «За мужність» ІІІ ступеня (посмертно).
37. Кононович Іван Миколайович — народився в м. Чернігові. Іван вступив до лав Збройних сил України добровольцем і 25 квітня 2014 року був зарахований у батальйон оперативного призначення резервістів імені Героя України генерала Сергія Кульчицького Київської бригади І відділення І взводу ІІІ роти Національної гвардії. 19 серпня 2014 року вже вдруге був відправлений у зону АТО. Загинув 1 жовтня 2014 року в районі міста Дебальцевого Донецької області. Поховали в Чернігові 4 жовтня 2014 року. Указом Президента України від 27 листопада 2014 року № 892/2014 «за особисту мужність і героїзм, виявлені у захисті державного суверенітету та територіальної цілісності України, вірність військовій присязі», нагороджений орденом «За мужність» Ш ступеня (посмертно).
38. Костюченко Юрій Миколайович — народився в селі Займищі Сновського (Щорського) району. Призваний за мобілізацією до лав Збройних сил України 20 червня 2014 року. Молодший сержант, командир танка 2-го батальйону 1-ї окремої танкової бригади. Загинув разом ї екіпажем 4 жовтня 2014 року. Похований 31 жовтня 2014 року в селі Займищі Сновського району. Указом Президента України № 270 від 15 травня 2015 року «за особисту мужність і героїзм, виявлені у захисті державного суверенітету та територіальної цілісності України, вірність військовій присязі» нагороджений орденом «За мужність» ІІІ ступеня (посмертно).
39. Кошмал Сергій Станіславович — народився в селі Халимоновому Бахмацького району. Призваний до Збройних сил України 3 вересня 2014 року. В АТО — у складі 13-го мотопіхотного батальйону. Від квітня 2016 року — на військовій службі за контрактом, розвідник-кулеметник 58-ї окремої мотопіхотної бригади. Загинув від кулі снайпера 16 червня 2016 року в районі міста Авдіївки Донецької області. Похований 18 червня 2016 року в селі Халимоновому. Указом Президента України № 330 від 11 серпня 2016 року «за особисту мужність і героїзм, виявлені у захисті державного суверенітету і територіальної цілісності України, вірність військовій присязі» нагороджений орденом Богдана Хмельницького ІІІ ступеня (посмертно).
40. Кравченко Євгеній Анатолійович — народився 13 вересня 1991 року в місті Чернігові. 24 квітня 2014 року був мобілізований до лав Збройних сил України та брав участь в АТО. Загинув 31 січня 2015 року під час бою за блокпост 1302 у районі міста Вуглегірська Бахмутського (Артемівського) району Донецької області. Похований 5 лютого 2015 року в місті Чернігові на кладовищі «Яцево». Указом Президента України № 103/2016 від 21 березня 2016 року «за особисту мужність і високий професіоналізм, виявлені у захисті державного суверенітету та територіальної цілісності України, вірність військовій присязі» нагороджений орденом «За мужність» III ступеня (посмертно).
41. Кривонос Станіслав Григорович — народився в селі Івангороді Ічнянського району. У березні 2014 року Станіслава мобілізували до армії. Загинув 4 жовтня 2014 року в танковому бою з російськими танками поблизу Донецького аеропорту. Поховали Станіслава як тимчасово невідомого солдата на кладовищі в м. Дніпрі. Тільки після аналізу ДНК, який переробляли двічі, зрозуміли і мати, і родичі, що це дійсно Станіслав. Перепоховали Кривоноса Станіслава на рідній землі 16 січня 2015 року. Станіслав Кривонос Указом Президента України № 270-2015 від 15 травня 2015 року «за особисту мужність і високий професіоналізм, виявлені у захисті державного суверенітету та територіальної цілісності України, вірність військовій присязі» нагороджений орденом «За мужність» ІІІ ступеня (посмертно).
42. Кунденко Володимир Іванович — народився в селі Красний Колядин Талалаївського району. 22 березня 2014 року мобілізований до лав Збройних сил України, служив командиром танка 3-го танкового взводу 9 танкової роти 3 танкового батальйону у складі 1-ї танкової бригади. Загинув 4 жовтня 2014 року під час боїв за аеропорт міста Донецька. Похований 31 жовтня 2014 року в селі Харковому Талалаївського району. Указом Президента України № 270 від 15 травня 2015 року «за особисту мужність і героїзм, виявлені у захисті державного суверенітету та територіальної цілісності України, вірність військовій присязі» нагороджений орденом «За мужність» ІІІ ступеня (посмертно), нагрудним знаком Всеукраїнської спілки учасників бойових дій в АТО «Побратими України» — «За оборону Донецького аеропорту».
43. Куриленко Дмитро Олександрович — народився в смт Ріпках Чернігівської області. Після строкової служби зостався в Збройних силах України на контракт у 95-ій окремій аеромобільній бригаді. Загинув під час виконання бойового завдання 28 квітня 2014 року в селищі Кутузівці Добропільського району Донецької області. Похований 2 травня 2014 року в смт Ріпках. Указом Президента України № 599/2014 від 19 липня 2014 року «за особисту мужність і героїзм, виявлені у захисті державного суверенітету та територіальної цілісності України» нагороджений орденом «За мужність» ІІІ ступеня (посмертно).
44. Куслій Олег Григорович — народився в місті Борзні Чернігівської області. 3 вересня 2014 року мобілізований до лав Збройних сил України та направлений на навчання до військової частини в селище Гончарівське Чернігівського району. Після проходження навчання та підготовки був направлений у Луганську область до складу 13-го мотопіхотного батальйону. Загинув 18 лютого 2015 року під час бою в місті Дебальцевому Донецької області від ураження осколками артилерійського вибуху. Похований 12 березня 2015 року в місті Борзні. Указом Президента України № 103 від 21 березня 2016 року «за особисту мужність і високий професіоналізм, виявлені у захисті державного суверенітету та територіальної цілісності України» нагороджений орденом «За мужність» III ступеня (посмертно).
45. Куц Геннадій Володимирович — народився в Чернігові. В АТО у складі 1-ї окремої танкової бригади — сержант, командир танку. Був поранений 18 серпня 2014 року під час обстрілу поблизу селища Новосвітлівки Луганської області. Помер 19 серпня у військовому шпиталі. Похований 22 серпня 2014 року в селі Ковпиті Чернігівського району. Указом Президента України № 838/2014 від 31 жовтня 2014 року «за особисту мужність і героїзм, виявлені у захисті державного суверенітету та територіальної цілісності України, вірність військовій присязі» нагороджений орденом «За мужність» ІІІ ступеня (посмертно).
46. Лобода Вадим Михайлович — народився в місті Чернігові. 28 квітня 2014 року призваний за мобілізацією до лав Збройних сил України у склад 13-го батальйону територіальної оборони. Загинув 12 вересня 2014 року біля селища Городище Біловодського району Луганської області. Похований 15 вересня 2014 року на алеї героїв кладовища«Яцево»в місті Чернігові. Указом Президента України № 76 від 1 березня 2016 року «за особисту мужність і високий професіоналізм, виявлені у захисті державного суверенітету і територіальної цілісності України, вірність військовій присязі» нагороджений орденом «За мужність» ІІІ ступеня (посмертно).
47. Лоскот Євгеній Олександрович — народився в селищі Десна Козелецького району. Після закінчення школи проходив військову службу в 101-й бригаді охорони Генерального штабу Міністерства оборони України в місті Києві. Від 2002 до 2006 року навчався в Одеському інституті Сухопутних військ на факультеті загальновійськової підготовки. У 2006—2011 роках проходив службу у в/ч 1048 (Навчальний центр Сухопутних військ «Десна») на посаді командира взводу. Звільнився у 2011 році за власним бажанням. Активний учасник Революції Гідності. 20 січня 2014 року отримав поранення в обличчя гумовою кулею, довго лікувався. Мобілізований до лав Збройних сил України 21 березня 2014 року за власним бажанням. Направлений Козелецьким військкоматом для проходження служби до 1-ї танкової бригади на посаду заступника командира розвідувальної роти з технічної частини. Учасник боїв з оборони Луганського аеропорту та населених пунктів Луганської області влітку 2014 року. Загинув у бою з переважаючими силами ворога 5 вересня 2014 року поблизу села Шишкового Слов’яносербського району Луганської області. У бою був тяжко поранений, не бажаючи здаватися в полон, підірвав себе гранатою. Уважався зниклим безвісти. Рештки героя були виявлені пошуковцями місії «Евакуація-200» («Чорний тюльпан») 22 червня 2015 року на місці його загибелі. Тіло офіцера було ідентифіковано за результатами ДНК-експертизи 2 вересня 2015 року. Похований 9 вересня 2015 року в селищі Десні Козелецького району.
48. Лось Роман Миколайович — народився 11 травня 1984 року в селі Буянках Ріпкинського району. Від 2003 року служив у правоохоронних органах. Сержант міліції, від вересня 2014 року — міліціонер 3-го взводу 2-ї роти спецбатальйону «Чернігів» УМВС України в Чернігівській області. 16 листопада 2014 року потрапив під обстріл із боку незаконних збройних формувань, унаслідок чого отримав вогнепальні та осколкові поранення різних частин тіла. Був доставлений до Біловодської центральної районної лікарні, потім проходив довге лікування в медичних закладах України та за кордоном, у Греції. На жаль, урятувати молодого воїна не вдалося. Після 10-місячного перебування в комі 10 червня 2016 року він помер у Центральному госпіталі МВС України. Похований 13 червня 2016 року в Чернігові на цвинтарі «Яцево». Нагороджений нагрудним знаком «За відвагу в службі» (наказ Міністерства внутрішніх справ України від 13 квітня 2016 року) та Почесним знаком Української секції Міжнародної поліцейської асоціації «За мужність та професіоналізм» (14 жовтня 2016 року, посмертно).
49. Лущик Микола Григорович — народився в селі Тютюнниці Корюківського району. 19 березня 2014 року мобілізований Корюківським військовим комісаріатом. В АТО — у складі 1-ї окремої танкової бригади. Загинув 22 серпня 2014 року під час мінометного обстрілу біля селища Білого Лутугинського району Луганської області. Похований 28 серпня 2014 року в селі Тютюнниця Корюківського району Чернігівської області. Указом Президента України № 270 від 15 травня 2015 року «за особисту мужність і героїзм, виявлені у захисті державного суверенітету та територіальної цілісності України, вірність військовій присязі» нагороджений орденом «За мужність» ІІІ ступеня (посмертно).
50. Матяш Григорій Володимирович — народився в Прилуках. До Збройних сил України вступив весною 2014 року добровільно. Молодший сержант полку патрульної служби міліції особливого призначення «Дніпро-1» ГУ МВС у Дніпропетровській області. Загинув 31 липня 2015 року в районі села Пісків Ясинуватського району Донецької області (Донецький аеропорт). Похований 4 серпня 2015 року в Прилуках. Указом Президента України № 573 від 10 жовтня 2015 року «за особисту мужність і високий професіоналізм, виявлені у захисті державного суверенітету та територіальної цілісності України, вірність військовій присязі» нагороджений орденом «За мужність» ІІІ ступеня (посмертно).
51. Медведь Ігор Миколайович — народився 7 лютого 1974 року в с. Слобідці Чернігівської області. 7 липня 2015 року в ході 5-ї чергової мобілізації був призваний до лав Збройних сил України. Служив у 53–тій окремій механізованій бригаді. Загинув під час мінометного обстрілу диверсійно-розвідувальної групи 5 червня 2016 року під містом Торецьком Донецької області. Похований 8 червня 2016 року в Чернігові на Алеї Слави. Указом Президента України № 476/2016 від 27 жовтня 2016 року, "за особисту мужність і високий професіоналізм, виявлені у захисті державного суверенітету та територіальної цілісності України, вірність військовій присязі", нагороджений орденом «За мужність» III ступеня (посмертно).
52. Мельник Віктор Анатолійович — народився в селі Світличному Варвинського району. Мобілізований 11 березня 2015 року. Воював у складі 57-ї окремої мотопіхотної бригади. Загинув 4 грудня 2015 року внаслідок кульового поранення у районі села Зайцевого Артемівського району Донецької області. Похований у селі Світличному Варвинського району Чернігівської області. Указом Президента України від 25 листопада 2016 року № 522 за проявлені мужність і героїзм посмертно удостоєний нагороди — ордена «За мужність» III-го ступеню.
53. Міхнюк Олег Іванович — народився в селі Малій Дівиці Прилуцького району Чернігівської області. Від 4 березня 1984 року служив у 56-й окремій гвардійській десантно-штурмовій бригаді в Афганістані. Кавалер двох орденів Червоної Зірки та медалі «За відвагу». Активний учасник Революції Гідності. Сотник 8-ї «афганської» сотні самооборони Майдану. Міністром оборони України був нагороджений іменною вогнепальною зброєю. Від квітня 2014 року пішов добровольцем до 24-го батальйону територіальної оборони «Айдар», командир «афганської» роти. Загинув 20 серпня 2014 року під час мінометного обстрілу біля селища Новосвітлівки Сорокинського (Краснодонського) району Луганської області. Похований 23 серпня 2014 року в місті Києві на Лук’янівському військовому кладовищі. Указом Президента України № 660 від 21 серпня 2014 року «за особисту мужність і героїзм, виявлені у захисті державного суверенітету та територіальної цілісності України, вірність військовій присязі, високопрофесійне виконання службового обов’язку» нагороджений орденом «За мужність» І ступеня (посмертно). Указом Президента України № 494 від 21 серпня 2015 року «за виняткову мужність, героїзм і самопожертву, виявлені у захисті державного суверенітету та територіальної цілісності України, вірність військовій присязі» присвоєно звання Герой України з удостоєнням ордена «Золота Зірка».
54. Моругий Андрій Миколайович — народився в с. Браниця, Бобровицький район. 23 березня 2014 року він був мобілізований до лав Збройних Сил України. Воював у складі 72-ї механізованої бригади, був заступником командира роти з політично-виховної роботи. 13 липня 2014 року близько 7 години ранку Андрій загинув під час артилерійського обстрілу машин супроводження конвою військової частини в районі села Григорівка Амвросієвського району Донецької області. Поховали героя 15 липня 2014 року в рідному селі Браниця. Указом Президента України від 29 вересня 2014 року № 747/2014 нагороджений орденом Богдана Хмельницького ІІІ ступеня (посмертно).
55. Москотін Леонід Павлович — народився в селі Комарівці Борзнянського району. Активний учасник Революції Гідності. 23 травня 2015 року добровольцем вступив на військову службу до загону «Карпатська Січ». Від травня до липня 2015 року воював під Донецьким аеропортом неподалік сіл Пісок та Водяного. Загинув від осколкових поранень 11 липня 2015 року під час бойового чергування в районі Донецького аеропорту в результаті обстрілу з гранатомета. Похований 14 липня 2015 року в місті Ніжині на Овдіївському кладовищі. Посмертно був нагороджений медаллю «За жертовність та любов до України». Указом Президента України № 9 від 16 січня 2016 року «за особисту мужність і героїзм, виявлені у захисті державного суверенітету та територіальної цілісності України, вірність військовій присязі» нагороджений орденом «За мужність» ІІІ ступеня (посмертно).
56. Музика Роман Петрович — народився в с. Любечанинів Козелецького району. Загинув 16 серпня 2014 р. під час обстрілу з БМ-21 "Град" в ході пошуково-ударних дій в районі села Красне Краснодонського району Луганської області. Похований в селі Виповзів, Козелецького району. Указом Президента України № 838/2014 від 31 жовтня 2014 р., «за особисту мужність і героїзм, виявлені у захисті державного суверенітету та територіальної цілісності України, вірність військовій присязі», нагороджений орденом «За мужність» III ступеня (посмертно).
57. Нагорний Сергій Михайлович — народився в місті Чернігові. У жовтні 2013 року пішов служити до лав Збройних сил України за контрактом. Службу проходив у 1-й окремій гвардійській танковій бригаді 8-го армійського полку на посаді механіка-водія танка. 3 серпня 2014 року танк Сергія Михайловича підірвався на протитанковому фугасі біля села Красний Яр Краснодонського району Луганської області. У результаті вибуху Сергій Михайлович загинув. Поховали Героя в селі Слабині Чернігівського району. 8 вересня 2014 року Указом Президента України № 708\2014 за особисту мужність і героїзм нагороджений орденом «За мужність» III ступеня (посмертно). А за оборону Луганського та Донецького аеропорту нагороджений орденом від організації «Побратими України» від 28 грудня 2016 року № 622.
58. Найдьон Олександр Вікторович — народився в місті Городні Чернігівської області. Від 26 вересня 2014 року в органах внутрішніх справ. Старший сержант міліції, міліціонер батальйону патрульної служби міліції особливого призначення «Чернігів» УМВС України в Чернігівській області. Загинув 16 листопада 2014 року в смт Станиця Луганська. Похований 21 листопада 2014 року в місті Городні Чернігівської області. Указом Президента України № 942 від 19 грудня 2014 року «за особисту мужність і героїзм, виявлені у захисті державного суверенітету та територіальної цілісності України, високий професіоналізм, зразкове виконання службового обов'язку та з нагоди Дня міліції» нагороджений орденом «За мужність» III ступеня (посмертно).
59. Науменко Олег Геннадійович — народився в селищі Холмах Корюківського району. На початку лютого 2015 року був направлений у зону проведення АТО у складі зведеного загону міліції Чернігівської області. 15 лютого під час обстрілу блокпосту російсько-терористичними військами біля Чорнухиного Луганської області Олег Науменко отримав осколкові вогнепальні поранення і був доставлений бійцями 128-ї гірсько-піхотної бригади до військово-польового шпиталю поблизу Дебальцевого Донецької області. Наступного дня колона, яка транспортувала поранених у Бахмут, була обстріляна бойовиками і зв’язок із Олегом перервався. На жаль, живим Олега Науменка знайти не вдалося. 10 березня тіло загиблого міліціонера впізнала його дружина серед тіл, переданих представниками терористичної «ДНР» до бюро судово-медичних експертиз м. Дніпра. Похований 11 березня 2015 року в селищі Холмах Корюківського району. Указом Президента України № 316 від 8 червня 2015 року «за особисту мужність і героїзм, виявлені у захисті державного суверенітету та територіальної цілісності України, вірність військовій присязі» нагороджений орденом «За мужність» ІІІ ступеня (посмертно).
60. Нітченко Роман Федорович — народився в місті Городні Чернігівської області. 15 серпня 2014 року був призваний до лав Збройних сил України. В АТО — у складі 93-ї окремої механізованої бригади. Загинув 5 грудня 2014 року під час артилерійського обстрілу в районі селища Піски Ясинуватського району Донецької області (Донецький аеропорт). Станом на 15 січня 2015 року був у списку тих, що пропали безвісти. Упізнаний за аналізами ДНК. Похований 28 лютого 2015 року в місті Городні. Указом Президента України № 311 від 4 червня 2015 року «за особисту мужність і героїзм, виявлені у захисті державного суверенітету та територіальної цілісності України, вірність військовій присязі» нагороджений орденом «За мужність» ІІІ ступеня (посмертно).
61. Носенко В'ячеслав Олексійович — народився в селищі Варві Чернігівської області. 19 березня 2014 року був призваний до лав Збройних сил України. В АТО — у складі 1-ї окремої танкової бригади. Загинув 8 грудня 2014 року під час артилерійського обстрілу в районі селища Пісок Ясинуватського району Донецької області. Похований 11 грудня 2014 року у Варві («Нове кладовище», І сектор, 1 ряд, № 1). Указом Президента України № 270 від 15 травня 2015 року «за особисту мужність і героїзм, виявлені у захисті державного суверенітету та територіальної цілісності України, вірність військовій присязі» нагороджений орденом «За мужність» ІІІ ступеня (посмертно).
62. Парубець Сергій Сергійович — народився в селі Дрімайлівці Куликівського району. Від 2013 року проходив військову службу за контрактом у 95-й аеромобільній бригаді (м. Житомир) за спеціальністю «стрілець-помічник гранатометника». 17 вересня 2014 року нагороджений почесним нагрудним знаком ІІ ступеня «За взірцевість у військовій службі». 18 січня 2015 року біля селища Спартак Ясинуватського району Донецької області, неподалік Донецького аеропорту, колону бронетранспортерів, що рухалася, обстріляли з «Градів». Сергій загинув миттєво від осколкового поранення в голову. Похований 21 січня 2015 року в селі Дрімайлівці Куликівського району Чернігівської області (сільське кладовище «Дусівське»). Указом Президента України № 282 від 23 травня 2015 року «за особисту мужність і героїзм, виявлені у захисті державного суверенітету та територіальної цілісності України, вірність військовій присязі» нагороджений орденом «За мужність» ІІІ ступеня (посмертно).
63. Пащенко Олександр Михайлович — народився у смт. Дмитрівка, Бахмацький район. Після закінчення школи юнак став студентом Одеського інституту сухопутних військ. Здобувши вищу освіту, він за направленням розпочав свою трудову діяльність у м. Яворові Львівської області. Біда сталася 24 січня 2015 року. Тоді в Кримському Луганської області йшли жорстокі бої. Виконуючи військовий обов’язок, капітан Олександр Пащенко отримав тяжке поранення. На лікування його відправили у Лисичанськ, а згодом транспортували до Харківського військового шпиталю, де 29 січня серце офіцера зупинилося. Поховали мужнього капітана в Дмитрівці на сільському кладовищі. У травні 2014 року Указом Президента Олександрові присвоєно чергове військове звання майора посмертно. Указом Президента України від 4 червня 2015 року Олександра посмертно нагороджено орденом Богдана Хмельницького ІІІ ступеня.
64. Перепелятник Олег Миколайович — народився в селі Халимоновому Бахмацького району. Призваний до Збройних сил України в березні 2015 року. Солдат, водій 16-го окремого мотопіхотного батальйону 58-ї окремої мотопіхотної бригади. Загинув 16 березня 2016 року під Авдіївкою Донецької області. Похований 18 березня 2016 року в селі Тимофіївці Гадяцького району Полтавської області. Указом Президента України № 132 від 8 квітня 2016 року «за особисту мужність і героїзм, виявлені у захисті державного суверенітету та територіальної цілісності України», нагороджений орденом «За мужність» ІІІ ступеня (посмертно).
65. Полегенько Дмитро Павлович — народився в місті Чернігові. Був мобілізований 24 квітня 2014 року. В АТО — у складі 13-го батальйону територіальної оборони «Чернігів-1». Загинув 18 серпня 2014 року в бою в районі с. Макарового Станично-Луганського району Луганської області. Похований 21 серпня 2014 року в місті Чернігові. Указом Президента України № 270 від 15 травня 2015 року «за особисту мужність і героїзм, виявлені у захисті державного суверенітету та територіальної цілісності України, вірність військовій присязі» нагороджений орденом «За мужність» ІІІ ступеня (посмертно).
66. Пономаренко Дмитро Олександрович — народився у місті Чернігові 22 травня 1981 року. 8 жовтня 2015 року вступив до лав Збройних сил України на військову службу за контрактом у в/ч А 3547, яка розташована у с. Півці. Мав звання молодший сержант. В зоні АТО був у відрядженні. Служив у 72-й механізованій бригаді в окремій радіолокаційній роті. Загинув 25 лютого 2017 року біля с. Верхньоторецьке Ясинуватського району Донецької області, промзона Авдіївки. Указом Президента України № 104/2017 від 10 квітня 2017 року, «за особисту мужність, виявлені у захисті державного суверенітету та територіальної цілісності України, самовіддане виконання військового обов’язку», нагороджений орденом «За мужність» ІІІ ступеня (посмертно).
67. Пономаренко Микола Миколайович — народився в Корюківці. Призваний до Збройних сил України 15 серпня 2014 року. На службу потрапив до 43-ї окремої артилерійської бригади великої потужності. 31 січня 2015 року під час обстрілу біля селища Очеретиного Ясинуватського району Донецької області снаряд влучив у самохідну артилерійську установку. Осколками було вбито командира Пономаренка Миколу. 5 лютого 2015 року Миколу привезли до рідного дому, а 6 лютого Корюківка попрощалася зі своїм героєм. Указом Президента України від 23 травня 2015 року «За особисту мужність і високий професіоналізм, виявлені у захисті державного суверенітету і територіальної цілісності України, вірність військовій присязі» нагороджений орденом «За мужність» ІІІ ступеня (посмертно).
68. Потієнко Анатолій Юрійович — народився в селі Придеснянському Коропського району Чернігівської області. Призваний до лав Збройних сил України Коропським районним військовим комісаріатом 31 березня 2014 року. 23 серпня 2014 року був направлений у зону АТО. Службу проходив у складі кулеметної обслуги механізованої роти мехбатальйону 72-ї механізованої бригади. У ніч із 7 на 8 січня 2015 під час нападу диверсійної групи на опорний пункт солдат Анатолій Потієнко загинув геройською смертю на блокпосту біля с. Новогнатівки Волноваського району Донецької області від кулі російського снайпера. Похований 12 січня 2015 року в селі Боршні Прилуцького району Чернігівської області. Указом Президента України № 76 від 1 березня 2016 року «за особисту мужність і високий професіоналізм, виявлені у захисті державного суверенітету і територіальної цілісності України, вірність військовій присязі» нагороджений орденом «За мужність» ІІІ ступеня (посмертно).
69. Приходько Олександр Валентинович — народився в селі Виповзові Козелецького району. Після закінчення Деснянської ЗОШ І-ІІІ ст. проходив військову службу за контрактом. Вірний військовій присязі, він перейшов із території тимчасово анексованої Автономної Республіки Крим на материкову Україну. Старший солдат 1121-го навчального ракетно-артилерійського дивізіону 169-го навчального центру Сухопутних військ України (селище Десна Козелецького району Чернігівської області). Загинув 27 вересня 2014 року під час обстрілу блокпосту українських військ із РСЗВ «Град», гранатометів, мінометів і танків біля села Малої Орловки Шахтарського району Донецької області. Похований 30 вересня 2014 року в селі Виповзові Козелецького району після прощання в «Десні». Указом Президента України № 365/2015 від 28 червня 2015 року «за особисту мужність і високий професіоналізм, виявлені у захисті державного суверенітету та територіальної цілісності України, вірність військовій присязі» нагороджений орденом «За мужність» III ступеня (посмертно).
70. Ровний Олександр Олександрович — народився в селі Матіївка Бахмацького району. Призваний до лав Збройних сил України в серпні 2014 року. В АТО — рядовий 92-ї окремої механізованої бригади. Був смертельно поранений біля села Вільхового (Станично-Луганський район) Луганської області 18 жовтня 2014 року під час обстрілу російськими збройними формуваннями позицій бригади. Похований 21 жовтня 2014 року в селі Річках Білопільського району Сумської області. Указом Президента України № 282 від 23 травня 2015 року «за особисту мужність і героїзм, виявлені у захисті державного суверенітету та територіальної цілісності України, вірність військовій присязі» нагороджений орденом «За мужність» ІІІ ступеня (посмертно).
71. Росомаха Микола Васильович — народився в селі Хорошому Озері Борзнянського району. 20 березня 2014 року призваний до лав Збройних сил України. В АТО — у складі 1-ї окремої танкової бригади. 16 листопада 2014 року був тяжко поранений під час обстрілу в районі міста Волновахи Донецької області. Від отриманих поранень помер у госпіталі міста Пологів Запорізької області 17 листопада 2014 року. Похований 19 листопада 2014 року в селі Хороше Озеро. Указом Президента України № 311 від 4 червня 2015 року «за особисту мужність і героїзм, виявлені у захисті державного суверенітету та територіальної цілісності України, вірність військовій присязі» нагороджений орденом «За мужність» ІІІ ступеня (посмертно).
72. Ротозій Дмитро Віталійович — народився в місті Городня Чернігівської області. Мобілізований до лав Збройних сил України 20 березня 2014 року. Старший сержант, командир танка 7-ї роти 3-го взводу військової частини В 1688 (1-ша окрема танкова бригада, селище Гончарівське Чернігівського району). Загинув 1 вересня 2014 року під час проведення розвідки шляхів виведення танків, підірвавшись на розтяжці в районі селища Георгієвки Лутугинського району Луганської області. Там і був похований уперше. У січні 2015 року останки бійця обміняли і перепоховали на Дніпропетровщині. Спокій у рідній землі він знайшов лише через рік після загибелі. Був впізнаний за експертизою ДНК. Похований у місті Городні Чернігівської області. Указом Президента «за особисту мужність і високий професіоналізм виявлені у захисті державного суверенітету та територіальної цілісності України, вірність військовій присязі» нагороджений орденом «За мужність» ІІІ ступеня (посмертно).
73. Рябий Віталій Вікторович — народився в місті Чернігові. Активний учасник Революції Гідності. Від 17 квітня 2014 року проходив військову службу за контрактом у в/ч № 1688 ( 1-а окрема танкова бригада, с. Гончарівське Чернігівського району). Отримав важке поранення в ході боїв біля міста Щастя Луганської області. 7-го вересня 2014 року, Віталій Рябий із товаришем, прикриваючи відхід основної тактичної групи неподалік мосту через річку Сіверський Донець, вступили в бій із розвідувально-диверсійною групою ворога. РДГ була ліквідована, але Віталій Рябий отримав важке поранення. Цього ж дня йому зробили складну операцію, та це не допомогло, стан пораненого різко погіршився — і Віталій помер у лікарні міста Щастя Луганської області. Похований 12 вересня 2014 року в місті Чернігові. Указом Президента України № 270 від 15 травня 2015 року «за особисту мужність і героїзм, виявлені у захисті державного суверенітету та територіальної цілісності України, вірність військовій присязі» нагороджений орденом «За мужність» ІІІ ступеня (посмертно).
74. Рябуха Сергій Вікторович — народився в місті Ніжині. Учасник Революції Гідності. Після оголошення набору добровольців до батальйону «Айдар» одразу записався туди. Загинув 17 червня 2014 року у бою під Металістом. Похований 21 червня 2014 року в місті Ніжині (Мигалівське кладовище). Указом Президента України № 109/2015 від 26 лютого 2015 року «за особисту мужність і високий професіоналізм, виявлені у захисті державного суверенітету та територіальної цілісності України», нагороджений орденом «За мужність» III ступеня (посмертно).
75. Савченко Юрій Борисович — народився в селі Великій Загорівці Борзнянського району. Від 2010 року продовжив службу за контрактом у 169-му Навчальному центрі Сухопутних військ України (селище Десна Козелецького району Чернігівської області). Загинув під час ворожого обстрілу 31 серпня 2014 року біля міста Дебальцевого Донецької області. Похований 3 вересня 2014 року в селі Великій Загорівці Борзнянського району Чернігівської області. Указом Президента України № 838/2014 від 31 жовтня 2014 року «за особисту мужність і героїзм, виявлені у захисті державного суверенітету та територіальної цілісності України, вірність військовій присязі» нагороджений орденом «За мужність» ІІІ ступеня (посмертно).
76. Самусь Геннадій Васильович — народився в с. Краснопіллі Коропського району. У липні 2014 року підписав короткостроковий військовий контракт на особливий період. Згодом добровільно подав рапорт про направлення його для подальшої служби в зону АТО. У лютому 2015 року відбув під Донецький аеропорт у складі зведеного загону «Дика качка». 2 лютого 2016 року під час виконання військового обов’язку головний сержант батареї зенітно-ракетного дивізіону 96 зенітно-ракетної бригади військової частини А-2860 22-річний Геннадій Самусь загинув, підірвавшись на розтяжці. Це сталося поблизу селища Мілове на Луганщині, яке розташоване на кордоні з Росією. Указом Президента України № 132/2016 від 8 квітня 2016 року, «за особисту мужність і високий професіоналізм, виявлені у захисті державного суверенітету та територіальної цілісності України, вірність військовій присязі», нагороджений орденом «За мужність» III ступеня (посмертно).
77. Сергієнко Ігор Володимирович — народився 22 травня 1984 року в місті Сновську Чернігівської області. 15 травня 2014 року мобілізований. В АТО — у складі 41-го батальйону територіальної оборони Чернігівської області «Чернігів-2». 14 вересня 2014 року отримав поранення в живіт під час бою під Малою Орлівкою. Із важким пораненням у живіт був доставлений до Артемівська, де йому зробили операцію, перевезли до шпиталю в Харків, а звідти у стабільно важкому стані був направлений до військового шпиталю в Києві. 22 вересня 2014 року в день Феодосія Чернігівського помер від ран у шпиталі міста Києва. Похований 24 вересня 2014 року в місті Городні Чернігівської області.
78. Сніжок Ігор Сергійович — народився в Куликівці Чернігівської області. Закінчив Київський військовий вищий інститут управління і зв’язку (1997). Служив на різних посадах в ЗСУ, станом на лютий 2015 року — підполковник, начальник служби військових сполучень тилу Командування Сухопутних військ ЗС України. Проживав у місті Чернігові. Загинув під час мінометного обстрілу 3 лютого 2015 року в районі міста Дебальцевого Донецької області. Похований 5 лютого 2015 року в селищі Куликівка Чернігівської області. Указом Президента України № 282 від 23 травня 2015 року «за особисту мужність і героїзм, виявлені у захисті державного суверенітету та територіальної цілісності України, вірність військовій присязі» нагороджений орденом Богдана Хмельницького ІІІ ступеня (посмертно).
79. Сокирко Анатолій Михайлович — народився в селі Вільшани Сосницького району. Під час проведення першої хвилі мобілізації призваний до Збройних сил України. Служив командиром бойової машини в 72-ї окремій механізованій бригаді. Загинув 14 липня 2014 року 3 км південно-східніше міста Амвросіївки Донецької області під час масованого артилерійського обстрілу. Похований 20 липня 2014 року в селі Вільшанах Сосницького району Чернігівської області. Указом Президента України № 873/2014 від 14 листопада 2014 року «за особисту мужність і героїзм, виявлені у захисті державного суверенітету та територіальної цілісності України, вірність військовій присязі» нагороджений орденом «За мужність» ІІІ ступеня (посмертно).
80. Соломаха Олег Володимирович — народився в селі Буда-Вороб’ївська Новгород-Сіверського району. Мобілізований 3 вересня 2014 року до лав Збройних сил України. В АТО — у складі 13-го окремого мотопіхотного батальйону. Загинув 30 січня 2015 року під час бою за блокпост 1302 в районі міста Вуглегірська Бахмутського (Артемівського) району Донецької області. Похований 25 лютого 2015 року в селі Буді-Вороб’ївській Новгород-Сіверського району Чернігівської області. Указом Президента України № 103 від 21 березня 2016 року «за особисту мужність і високий професіоналізм, виявлені у захисті державного суверенітету та територіальної цілісності України» нагороджений орденом «За мужність» III ступеня (посмертно).
81. Сорока Іван Іванович — народився в с. Дібрівне, Городнянський район. В АТО пішов добровольцем у вересні 2014 року. Служив у 41 батальйоні. Загинув 30 квітня 2015 року під Старогнатівкою Донецької області. Указом Президента України № 306/2016 від 20 липня 2016 року, "за особисту мужність і високий професіоналізм, виявлені у захисті державного суверенітету та територіальної цілісності України, вірність військовій присязі", нагороджений орденом «За мужність» III ступеня (посмертно).
82. Соснюк Віктор Володимирович — народився в селищі Десна Козелецького району в сім’ї військовослужбовців. Навчався у Київському військовому інституті управління та зв’язку. Начальником зв’язку 169 НЦ в січні 2015 року відбуває в зону АТО начальником зв’язку тактичної групи. 17 лютого 2015 року о 17:30 група військовослужбовців ротної тактичної групи військової частини А0665 за командою з штабу сектору «С» відбула для відбиття атаки, яку здійснювали незаконні збройні формування від міської лікарні міста Дебальцевого. У результаті вогневого контакту військовослужбовців із незаконним збройними формуваннями Віктор був смертельно поранений. Похований 20 лютого 2015 року в селищі Лутаві Козелецького району. Посмертно присвоєне звання полковника. Указом Президента України № 270 від 15 травня 2015 року «за особисту мужність і героїзм, виявлені у захисті державного суверенітету та територіальної цілісності України, вірність військовій присязі» нагороджений орденом Богдана Хмельницького ІІІ ступеня (посмертно).
83. Супруненко Андрій Павлович — народився в селі Перелюбі Корюківського району. Призваний до Збройних сил України в серпні 2014 року. Від квітня 2016 року служив за контрактом. Солдат, гранатометник 58-ї окремої мотопіхотної бригади. Отримав тяжке поранення біля смт Верхньоторецьке Ясинуватського району Донецької області. Помер 20 червня 2016 року в Дніпропетровському шпиталі. Похований 23 червня 2016 року в селі Перелюб. Указом Президента України № 48/2017 від 27 лютого 2017 року, «за особисту мужність, виявлену у захисті державного суверенітету та територіальної цілісності України, самовіддане виконання військового обов'язку», нагороджений орденом «За мужність» III ступеня (посмертно).
84. Таценко Олександр Іванович — народився в селі Карпилівці Срібнянського району. Мобілізований до лав Збройних сил України 14 серпня 2014 року. В АТО — у складі 28-ї окремої механізованої бригади на посаді старшого навідника мінометної батареї. Загинув 25 січня 2015 року в місті Мар’їнці Мар’їнського району Донецької області. Похований 28 січня 2015 року в селі Карпилівці Срібнянського району. Указом Президента України № 311 від 4 червня 2015 року «за особисту мужність і героїзм, виявлені у захисті державного суверенітету та територіальної цілісності України, вірність військовій присязі» нагороджений орденом «За мужність» ІІІ ступеня (посмертно).
85. Терновий Дмитро Олександрович — народився в м. Чернігові. У 2014 році Дмитра Олександровича призначили начальником відділу внутрішньої безпеки на Донецькій залізниці Департаменту внутрішньої безпеки МВС України. Загинув 10 лютого 2015 року, коли села Логвинове на трасі між Дебальцевим і Бахмутом група офіцерів МВС, які їхали на двох автомобілях, підірвалися на фугасі. Після того терористи влаштували засідку. Від вибуху Терновий Дмитро загинув на місці. Указом Президента України № 213/2015 року, «за особисту мужність і високий професіоналізм, виявлені у захисті державного суверенітету та територіальної цілісності України, вірність військовій присязі», нагороджений орденом «За мужність» ІІІ ступеня (посмертно).
86. Титаренко Сергій Миколайович — народився 8 серпня 1992 року в місті Мені Чернігівської області. Мобілізований 19 березня 2014 року. Сергій загинув 9 серпня 2014 р. Указом Президента України № 270/2015 від 15 травня 2015 року «за особливу мужність і високий професіоналізм, виявлені у захисті державного суверенітету та територіальної цілісності України, вірність військовій присязі».
87. Титок Дмитро Миколайович — народився в селі Карпилівці Козелецького району. 31 липня 2007 року Дмитро пішов на контрактну службу в 718 автомобільний батальйон 169 Навчального центру Сухопутних військ ЗСУ. Станом на весну 2014 року — інструктор із водіння взводу забезпечення навчального процесу роти забезпечення навчального процесу окремого навчального автомобільного батальйону. 14 липня 2014 року у складі тактичної групи відбув у зону АТО для захисту територіальної цілісності та суверенітету нашої держави. Воював біля населених пунктів Костянтинівка та Дебальцеве. Загинув 31 серпня 2014 року біля міста Дебальцевого Донецької області. Похований 3 вересня 2014 року в селі Лутаві Козелецького району Чернігівської області. Указом Президента України № 838/2014 від 31 жовтня 2014 року «за особисту мужність і героїзм, виявлені у захисті державного суверенітету та територіальної цілісності України, вірність військовій присязі» нагороджений орденом «За мужність» ІІІ ступеня (посмертно).
88. Ткаченко Руслан Андрійович — народився 30 липня 1993 року в місті Ніжині. Під час проведення третьої хвилі мобілізації був призваний 3 серпня 2014 р. до Збройних сил України. Військову службу проходив у складі 128-ї окремої гвардійської гірсько-піхотної бригади в районі м. Дебальцевого Донецької обл. на посаді старшого навідника 1-го протитанкового артилерійського взводу протитанкової артилерійської батареї в/ч пп. В 4673. Загинув під час виконання бойового завдання 25 січня 2015 р. в зоні АТО в Донецькій обл. у смт Новогригорівка (з двома бойовими побратимами підірвалися на міні). За бойові заслуги посмертно нагороджений «Орденом за мужність» ІІІ ступеня № 296952 (Указ Президента № 282/2015 від 23. 05. 2015). Похований у Чернігівській обл., м. Ніжин, вул. Мигалівська.
89. Томилко Іван Миколайович — народився в смт Михайло-Коцюбинське. Мобілізований 24 квітня 2014 до складу 13-го батальйону територіальної оборони. Загинув 30 січня 2015 року в м. Вуглегірську Донецької області. Тільки після 40 днів тіло було повернуте до рідної Чернігівщини, де 15 березня відбулося поховання бійця на кладовищі в рідному селищі Михайло-Коцюбинське. 21 березня 2016 року Указом президента України № 103/2016 нагороджено орденом «За мужність» III ступеня (посмертно).
90. Ус Артем Володимирович — народився у с. Марківці, Бобровицький район.29 серпня 2014 року був смертельно поранений у голову осколком міни в місті Комсомольське (Старобешівський район Донецької області). Посмертно Указом Президента України № 873/2014 від 14 листопада 2014 р. «за особисту мужність і героїзм, виявлені у захисті державного суверенітету та територіальної цілісності України, вірність військовій присязі» нагороджений орденом «За мужність» III ступеня.
91. Уткін Олександр Анатолійович — народився в селі Подище Прилуцького району, проте його раннє дитинство минуло в селищі Прогрес Менського району. Проживав і працював у місті Славутичі. Із початком неоголошеної війни на Сході України добровольцем пішов до лав резервістів батальйону «Донбас». Загинув 20 серпня 2014 року під час подій у районі Іловайська, а саме в с. Грабське Амвросіївського району Донецької області. Похований у селі Киселівці Менського району. Указом Президента України № 892/2014 від 27 листопада 2014 р. «за особисту мужність і героїзм, виявлені у захисті державного суверенітету та територіальної цілісності України, вірність військовій присязі» нагороджений орденом «За мужність» III ступеня (посмертно).
92. Харитонов Сергій Миколайович — народився в місті Чернігові. Призваний до Збройних сил України у вересні 2014 року. У зоні проведення АТО — у складі 13-го окремого мотопіхотного батальйону. Загинув 30 січня 2015 року під час відбиття атаки ворожих танків на один із блокпостів у районі міста Вуглегірська Бахмутського (Артемівського) району Донецької області. Похований 3 квітня 2015 року в місті Чернігові (кладовище Старий Білоус). Указом Президента України № 103 від 21 березня 2016 року «за особисту мужність і високий професіоналізм, виявлені у захисті державного суверенітету та територіальної цілісності України, вірність військовій присязі» нагороджений орденом «За мужність» ІІІ ступеня (посмертно).
93. Хряпа Ігор Васильович — народився в селі Вороньках Бобровицького району Чернігівської області. Мобілізований до лав Збройних сил України 2 лютого 2015 року, проходив перепідготовку на Житомирському полігоні, 20 червня був направлений у зону АТО у складі 81-ї окремої аеромобільної бригади. Загинув 26 жовтня 2015 року під Донецьким аеропортом. Похований 30 жовтня 2015 року в селі Вороньках Бобровицького району Чернігівської області. Указом Президента України № 103 від 21 березня 2016 року «за особисту мужність і високий професіоналізм, виявлені у захисті державного суверенітету та територіальної цілісності України, вірність військовій присязі» нагороджений орденом «За мужність» ІІІ ступеня (посмертно).
94. Хуторний Юрій Миколайович — народився в селі Ярославці Бобровицького району. Призваний до лав ЗСУ 19 березня 2014 року під час проведення першої хвилі мобілізації. Проходив службу в 1-й окремій танковій бригаді. Поранений 29 серпня 2014 року у результаті артилерійського обстрілу з установок «Смерч» розташування бригади поблизу села Дмитрівка Луганської області. Юрій Хуторний отримав тяжкі поранення горла й черевної порожнини. Побратими БТР-ом довезли Юрія в Новоайдар, де хірург зробив операцію. Юрій був у тяжкому стані — і його відразу направили в реанімацію, але 5 вересня 2014 року о 19:45 у військовому шпиталі міста Харкова він помер. Похований 9 вересня 2014 року в селі Ярославка Бобровицького району. Указом Президента України № 270 від 15 травня 2015 року нагороджений орденом «За мужність» ІІІ ступеня (посмертно).
95. Чередніченко Денис Ігорович — народився в місті Чернігові. Був учасником Революції Гідності. 31 липня 2014 року був призваний до 169-го Навчального Центру Сухопутних військ «Десна». Оволодів спеціальністю кулеметника. Воював під Дебальцевим біля селища Орлово-Іванівки Шахтарського району Донецької області на опорному пункті № 2 «Могила Гостра» в роті спеціального призначення. Загинув 26 вересня 2014 року під час мінометного обстрілу. Похований 1 жовтня 2014 року в місті Чернігові на алеї Героїв кладовища «Яцево». Указом Президента України від 23 травня 2015 року за особисту мужність і героїзм, виявлені в захисті державного суверенітету та територіальної цілісності України, вірність військовій присязі Дениса Чередніченка нагороджено орденом «За мужність» ІІІ ступеня (посмертно).
96. Чирцов Олександр Семенович — народився в смт Десна Козелецького району. Дитинство минуло в місті Кобеляках Полтавської області. Проживав у місті Бахмуті (Артемівську) Донецької області. Вступив до Збройних сил України добровольцем. Санітарний інструктор, інструктор зі стрілецької справи, командир відділення окремої роти «Карпатська Січ» 93-ї окремої механізованої бригади. Загинув 15 квітня 2015 року в селі Піски Ясинуватського району Донецької області. Похований 18 квітня 2015 року в Кобеляках.
97. Шелупець Дмитро Вікторович — народився в селищі Ріпках Чернігівської області. Проходив контрактну військову службу від жовтня 2008 року в полку зв’язку в місті Чернігові. Після розформування частини продовжив військову службу в селищі Семиполках Броварського району Київської області. В АТО — у складі 2-го зведеного польового гвардійського вузла зв’язку Генерального штабу Збройних сил України. 11 лютого 2015 року в районі міста Дебальцевого Донецької області внаслідок обстрілу бойових позицій артилерією ворога був тяжко поранений. Від отриманих ран помер по дорозі до лікарні міста Бахмута (Артемівська) Донецької області. Похований 15 лютого 2015 року в Ріпках Чернігівської області. Указом Президента України № 282 від 23 травня 2015 року нагороджений орденом «За мужність» ІІІ ступеня (посмертно).
98. Шепелюк Олексій Борисович — народився в місті Ніжині Чернігівської області. Після закінчення Харківського військового університету від 1998 року проходив військову службу командиром зенітно-ракетної батареї зенітного ракетно-артилерійського дивізіону у складі 51-ї окремої гвардійської механізованої бригади Сухопутних військ Збройних сил України, яка базувалась у Володимирі-Волинському. Загинув 29 серпня 2014 року у боях під Іловайськом. Оскільки тіло Олексія Шепелюка не було знайдено, тривалий час його вважали зниклим безвісти. Полеглий герой був похований як невідомий у Дніпрі, і лише 13 липня 2015 року Олексій Шепелюк був ідентифікований за аналізом ДНК. Після ідентифікації полеглий воїн був урочисто перепохований у Ніжині 18 липня 2015 року. Указом Президента України № 553 від 22 вересня 2015 року нагороджений орденом «За мужність» ІІІ ступеня (посмертно).
99. Шик Олександр Геннадійович — народився в місті Чернігові. Призваний до Збройних сил України в березні 2014 року. В АТО — у складі 1-ї окремої танкової бригади. Загинув під час обстрілу з російських РСЗВ «Смерч» в ніч із 3 на 4 вересня 2014 року в селі Дмитрівці Новоайдарського району Луганської області. Похований 9 вересня 2014 року в місті Чернігові на кладовищі«Яцево». Указом Президента України № 270 від 15 травня 2015 року нагороджений орденом «За мужність» ІІІ ступеня (посмертно).
100. Шкляр Ігор Володимирович — народився в смт Короп Чернігівської області. Мобілізований 16 травня 2014 року. Поранений 17 серпня 2014 під час мінометного обстрілу. Лікували його у військових госпіталях Харкова і Києва. 25 серпня 2014 року, не виходячи з коми, Ігор помер від тяжких ран. Поховали його в Коропі на Михайлівському кладовищі. 4 серпня 2015 року Указом Президента України № 311/2015 Ігор Шкляр був посмертно нагороджений орденом «За мужність» ІІІ ступеня.
101. Шумейко Олександр Вікторович — народився в селі Митченках Бахмацького району. У 2007 році Олександр переїхав на постійне місце проживання до Автономної Республіки Крим. У зв’язку із захопленням РФ Криму Олександр повернувся на батьківщину. 11 лютого 2015 року Шумейко Олександр був мобілізований до лав збройних сил України за власним бажанням. Загинув Олександр Шумейко 3 серпня 2015 року на бойових позиціях у місті Дзержинську поблизу Горлівки, що на Донеччині. 22 вересня героя було нагороджено орденом «За мужність» ІІІ ступеня (посмертно).
102. Ющенко Володимир Михайлович — народився в місті Чернігові. Мобілізований 19 березня 2014 року. В АТО брав участь як рядовий 1-ї окремої танкової бригади (с. Гончарівське Чернігівського району). Загинув 4 вересня 2014 року в селі Новоайдарівського району Луганської області. Похований 11 вересня 2014 року в місті Чернігові на кладовищі «Яцево». Указом Президента України № 270 від 15 травня 2015 року нагороджений орденом «За мужність» ІІІ ступеня (посмертно).

### Проживали на Чернігівщині
1. Барановський В’ячеслав Миколайович — народився 13 жовтня 1976 року в місті Умані Черкаської області. Навчався в ЗОШ № 19 міста Чернігова. У 1993 р., після закінчення навчання в школі, вступив до Харківського інституту льотчиків ВПС, який закінчив у 1997 р. та отримав звання лейтенанта військового управління тактичного рівня. У 1997—1999 рр. — помічник командира літака 243-го окремого змішаного авіаційного полку (військова частина А 2537, м. Львів). У 1999—2007 рр. — пілот транспортної авіаційної ескадрильї цієї ж військової частини. Військовий льотчик ІІІ класу. Звільнений у запас у 2007 р. Після звільнення з лав ЗСУ певний час працював у приватних структурах. Мобілізований до лав Збройних сил України 1 вересня 2014 р. Загинув 26 серпня 2015 р. унаслідок артобстрілів із боку терористів і російських окупантів в районі с. Прохорівки Волноваського району (Донецька область). Указом Президента України № 306/2016 від 20 липня 2016 року, «За особисту мужність і високий професіоналізм, виявлені у захисті державного суверенітету та територіальної цілісності України, вірність військовій присязі» нагороджений орденом Богдана Хмельницького III ступеня (посмертно)[1].
2. Білокуров Олександр Сергійович — народився в місті Читi в сім’ї військових. У 2002 році закінчив Чернігівську загальноосвітню школу № 8. Загинув 26 січня 2015 року в бою за шахту «Бутівка» в районі селища Спартак Ясинуватського району Донецької області. Указом Президента України № 282/2015 від 23 травня 2015 р. «За особисту мужність і високий професіоналізм, виявлені у захисті державного суверенітету та територіальної цілісності України, вірність військовій присязі» нагороджений орденом «За мужність» III ступеня (посмертно).
3. Бойко Валентин Анатолійович — народився в селі Овлашах Роменського району Сумської області. У 1984 році родина переїздить на постійне місце проживання в м. Прилуки Чернігівської області. 19 березня 2014 року Валентина Анатолійовича Бойка було мобілізовано до військової частини 1688 (смт. Гончарівське Чернігівської області). Мав звання сержанта, був командиром мінометного розрахунку. Спочатку захищав Луганський аеропорт, а потім воював на Донецькому напрямку (м. Волноваха, с. Піски). Незадовго до загибелі боєць був відряджений з-під Волновахи в 93 механізовану бригаду, що утримувала позиції українського війська в районі Пісків. Його життя обірвав 152-міліметровий артилерійський снаряд, що влучив у розрахунок. Загинув 8 грудня 2014 року в селі Пісках Ясинуватського району Донецької області під час виконання свого військового обов’язку, прикриваючи термінал Донецького аеропорту.
4. Брешинський Володимир Олегович — народився в Норильську Красноярського краю (РФ). У дитинстві залишився сиротою (батьки загинули в автомобільній катастрофі), виховувався бабою та дідом. Мобілізований до лав Збройних сил України 28 квітня 2014 року до складу 13-го батальйону територіальної оборони «Чернігів-1». 18 серпня 2014 року був тяжко поранений у ході боїв у Луганській області. Помер від ран 26 серпня 2014 року в Київському військовому шпиталі. Похований 29 серпня 2014 року в селищі Михайло-Коцюбинське Чернігівського району. Указом Президента України № 270 від 15 травня 2015 року «за особисту мужність і героїзм, виявлені у захисті державного суверенітету та територіальної цілісності України, вірність військовій присязі» нагороджений орденом «За мужність» ІІІ ступеня (посмертно).
5. Будько Олександр Анатолійович — народився у м. Гомель, у Білорусі. Був мобілізований до Збройних Сил України Чернігівським міським військовим комісаріатом 31 липня 2014 року. Спочатку Олександр потрапив до 169-го навчального центру в Десні на Чернігівщині, де проходив підготовку перед відправленням до зони АТО. Він був молодшим сержантом, командиром відділення навчального механізованого взводу. 14 жовтня 2014 року Олександр Будько був відправлений в зону проведення АТО, у Донецьку область. Загинув Олександр 17 листопада 2014 року. Сталося це в районі с. Орлово-Іванівка Шахтарського району Донецької області (район кургану Гостра Могила). Саша з товаришами виїхав на пошуки машини з розвідниками, що підірвалася на фугасі. Автомобіль, в якому перебував Олександр, був підірваний протитанковим радіокерованим фугасом. Олександр Будько похований 21 листопада 2014 року у Чернігові. Указом Президента України № 282/2015 від 23 травня 2015 року "за особисту мужність і професіоналізм, виявлені у захисті державного суверенітету та територіальної цілісності України, вірність військовій присязі", нагороджений орденом "За мужність" ІІІ ступеня (посмертно).
6. Бушнін Євген Валерійович — народився в місті Дрезден (колишня НДР), коли його батьки працювали вільнонайманими при військовій частині радянських військ. У 1976 родина повернулася до Чернігова. Мобілізований 8 вересня 2014 року. Загинув 10 лютого 2015 року. Похований 14 лютого 2016 році в Чернігові. Указом Президента України № 311 від 15 червня 2015 року «за особисту мужність і високий професіоналізм, виявлені у захисті державного суверенітету і територіальної цілісності України, вірність військовій присязі» Бушнін Євген Валерійович нагороджений орденом «За мужність» ІІІ ступеня (посмертно).
7. Говорущенко Сергій Фавстович — народився 17 лютого 1969 року в с. Лука-Барська Барського району Вінницької області. Закінчив школу в 1986 році. Після школи, від 1987 до 1989 року, служив у лавах радянської армії. У 1989 році вступив на підготовче відділення Чернігівського педагогічного інституту на військову кафедру «ПВП». Після першого року навчання познайомився із Славінською Оксаною Михайлівною, із якою за рік одружився. У 1994 році, після закінчення навчання, отримав звання лейтенанта і диплом учителя ДПЮ і фізичного виховання. За фахом роботи не знайшлося. Працював на «Хімволокно» у воєнізованій охороні від 1994 до 2000 року, а згодом був начальником воєнізованої газорятувальної служби від МНС на цьому ж підприємстві. Потім постійної роботи не було, мав тимчасовий заробіток у майстерні «Кузьма». Призваний до Збройних сил України 24 квітня 2014 року. Старший лейтенант, начальник інженерно-позиційної служби 13-го батальйону територіальної оборони «Чернігів-1». Загинув 11 жовтня 2014 року під Оріховим Старобільського району Луганської області. Похований у м. Чернігові.
8. Горбенко Ігор Ігорович — народився в німецькому місті Потсдамі в сім’ї військового. Закінчив Ніжинську гімназію № 3, після чого навчався в Чернігівському ліцеї з посиленою військово-фізичною підготовкою та Полтавському військовому інституті зв’язку, який закінчив 2005 року. Від 2010 року служив на оперативно-технічних посадах у підрозділі «Альфа» Служби безпеки України. Під час війни на сході України у 2014 році виконував завдання із забезпечення блокпостів апаратурою зв’язку. 24 червня 2014 року приблизно о 17:15 під Слов’янськом у Донецькій області, поблизу блокпосту № 6 у районі гори Карачун, після проведення спеціального заходу з монтажу та налагодження телекомунікаційного обладнання контролю майор Горбенко у складі технічної групи перебував на борту вертольоту Мі-8 Міністерства оборони України, який був обстріляний терористами з ПЗРК. Унаслідок влучення ракети у вертоліт останній вибухнув та впав на землю, почалася пожежа, відбулося детонування боєкомплекту. Усі, хто був на борту вертольота, загинули. Ідентифікація тіл загиблих проводилася за експертизою ДНК та тривала 10 днів. Похований 3 липня 2014 року в місті Гостомелі Київської області. Посмертно присвоєне звання підполковник. Указом Президента України № 640 від 8 серпня 2014 року «за особисту мужність і героїзм, виявлені у захисті державного суверенітету і територіальної цілісності України» нагороджений орденом Богдана Хмельницького ІІІ ступеня (посмертно).
9. Гулевський Ігор Володимирович — народився 27 січня 1984 року у селі Штукар Веселинівського району Миколаївської області. Навчався з 1991 року у Штукарській неповній середній школі. У 1999 році мати Марія Петрівна з двома синами Ігорем та Віталієм переїхала до села Лісконоги Новгород-Сіверського району Чернігівської області. Ігоря з братом виховувала мама з вітчимом. Отримав Ігор свідоцтво про базову загальну середню школу у 2000 році. Відслужив у лавах Збройних сил України, працював у товаристві «Переможець» на тваринницькій фермі, деякий час працював у Києві. 31-річного Ігоря Гулевського мобілізували у лютому 2015 року. На строковій службі він був танкістом. Його спеціальність — механік-водій, а їх потребувало наше військо. Тому і призвали. Проходив службу у Кіровоградській 57 окремій мотопіхотній бригаді, під час виконання службових обов'язків в зоні проведення АТО від розриву гранати був важко поранений, отримав контузію. У своїй військовій частині (В1670, код 08404866) отримав посвідчення учасника АТО. Його ще не демобілізували — відправили на мирну територію лікуватись. Односельці збирали гроші на лікування, які матір відправляла синові у госпіталь. 28 листопада 2015 року у Центральному клінічному госпіталі ЗСУ Ігор Гулевський помер від харчового ботулізму, викликаного токсином типу Е.
10. Деркач Сергій Павлович — народився в місті Івано-Франківську в сім’ї військового. Від червня 1998 року проходив службу в Збройних силах України на офіцерських посадах. 30 грудня 2013 року майора С. Деркача призначили на посаду заступника командира 3-го танкового батальйону по роботі з особовим складом 1-ї окремої танкової бригади (смт. Гончарівське). 30 липня 2014 року Сергій Деркач разом із водієм роти матеріально-технічного забезпечення В. Моісеєнком автомобілем доставляли набої та продукти харчування на блокпост під Луганськом. Біля села Шишкового Слов’яносербського району машина потрапила на замаскований фугас і підірвалася. У результаті вибуху здетонували боєприпаси, що їх перевозили в автомобілі. Обидва воїни загинули миттєво. Похований 1 серпня 2014 року в місті Прилуках Чернігівської області. Указом Президента України № 708/2014 від 8 вересня 2014 року «за особисту мужність і героїзм, виявлені у захисті державного суверенітету та територіальної цілісності України» нагороджений орденом «За мужність» ІІІ ступеня (посмертно).
11. Єсипок Андрій Анатолійович — народився в селі Вільховець Борщівського району Тернопільської області. Навесні 1995 року сім’я переїхала до Нового Бикова на Чернігівщину. Навесні 2012 року Андрія призвали на військову службу, яку проходив у Житомирській області. Далі пов’язав свою долю з міліцією. Був молодшим сержантом міліції, міліціонером батальйону патрульної служби міліції особливого призначення «Миротворець» ГУ МВС України в Київський області. Загинув 29 серпня 2014 року під час виходу з Іловайського котла. Похований 14 вересня 2014 року в селі Новому Бикові Бобровицького району. Указом Президента України № 747/2014 від 29 вересня 2014 року «за особисту мужність і героїзм, виявлені у захисті державного суверенітету та територіальної цілісності України» нагороджений орденом «За мужність» ІІІ ступеня (посмертно).
12. Жайворонок Богдан Сергійович — народився в місті Києві. Разом із родиною переїхав до міста Остра Козелецького району. 4 липня 2014 року прийнятий на службу в органи внутрішніх справ на посаду міліціонера 4-го взводу 4-ї роти батальйону патрульної служби міліції особливого призначення «Дніпро-1». Загинув 29 серпня 2014 року під час виходу з оточення поблизу селища Новокатеринівки Старобешівського району Донецької області. 2 вересня 2014 року тіло Богдана Жайворонка разом із тілами 87-и інших загиблих в Іловайському котлі перевезено до запорізького моргу. Був тимчасово похований на цвинтарі міста Запоріжжя як невідомий солдат. Тіло героя ідентифіковано за результатами ДНК-експертизи. Похований у місті Дніпрі (Краснопільське кладовище, ділянка № 79). Указом Президента України № 873 від 14 листопада 2014 року «за особисту мужність і героїзм, виявлені у захисті державного суверенітету та територіальної цілісності України, вірність військовій присязі» нагороджений орденом «За мужність» ІІІ ступеня (посмертно).
13. Женжеруха Володимир Михайлович — народився в селі Юрківці Звенигородського району Черкаської області. У 1974 році разом із батьками переїхав до селища Десни Чернігівської області. Від 21 грудня 1993 року проходив службу за контрактом у 169 НЦ. Загинув 1 вересня 2014 року біля селища Георгієвки Лутугинського району Луганської області. Похований Женжеруха Володимир Михайлович 23 червня 2015 року в смт Десні. Указом Президента України від 17.07.2015 року № 136/2015 за особисту мужність і високий професіоналізм, виявлений у захисті державного суверенітету та територіальної цілісності України, та вірність військовій присязі нагороджений орденом «За мужність» третього ступеня (посмертно) № 294315.
14. Живкович Владислав Хайдарович — народився в місті Ангарську Іркутської області (РФ). Згодом сім’я змушена була переїхати до Чернігова, а згодом і в село Мрин. На фронті від грудня 2014 року у складі 25-го батальйону «Київська Русь». Брав участь у бойових діях біля міста Дебальцевого. Загинув 18 лютого 2015 року. Похований 21 лютого 2015 року в селищі Мрин Носівського району Чернігівської області. Указом Президента України № 553 від 22 вересня 2015 року «за особисту мужність і героїзм, виявлені у захисті державного суверенітету та територіальної цілісності України, вірність військовій присязі» нагороджений орденом «Богдана Хмельницького» ІІІ ступеня (посмертно).
15. Кеслер Віктор Олександрович — народився в селищі Красногорському Ташкентської області (Узбекистан). У 1985 році його сім’я переїжджає в місто Борзну Чернігівської області. Мобілізований до лав Збройних сил України в лютому 2015 року. Військову підготовку проходив у 169-му навчальному центрі Сухопутних військ України (смт. Десна Козелецького району). В АТО у складі 30-ї окремої механізованої бригади (місто Новоград-Волинський Житомирської області). Загинув 12 червня 2015 року приблизно о 15:00 унаслідок мінометного обстрілу опорного пункту українських військ у районі селища Луганське Бахмутського району Донецької області. Похований 17 червня 2015 року в селі Курінь Бахмацького району Чернігівської області. Указом Президента України № 553 від 22 вересня 2015 року «за особисту мужність і героїзм, виявлені у захисті державного суверенітету та територіальної цілісності України, вірність військовій присязі» нагороджений орденом «За мужність» ІІІ ступеня (посмертно).
16. Коваль Максим Олександрович — народився в місті Учкудук (Узбекистан). У 1997 році батьки переїхали в Україну в місто Донецьк, де Максим закінчив 5 клас, а 1998 року переїхав до міста Чернігова разом із батьками. Служив у десантних військах за контрактом у складі Дніпропетровської повітрянодесантної бригади. У 2008—2009 роках був у складі миротворчої місії в Косово. Під час буремних подій на Сході України у складі 25-ї окремої повітряно-десантної бригади Максима направили в м. Артемівськ (Бахмут) на охорону стратегічних об’єктів. Загинув 19 червня 2014 року від кулі снайпера в бою за місто Красний Лиман (нині — Лиман) Донецької області. На прохання сестри загиблого похований у місті Донецьку, на час поховання сестра з батьком проживали там (пізніше переїхали до міста Чернігова). Указом Президента України від 15 липня 2014 року № 593 нагороджений орденом «За мужність» ІІІ ступеня (посмертно) за особисту мужність і героїзм, виявлені у захисті державного суверенітету та територіальної цілісності України.
17. Лавренчук Віктор Іванович — народився в місті Дьйор (Угорщина) у родині військового. Був активними учасником Революції Гідності від перших її днів. До Збройних сил України призваний із першою хвилею мобілізації в березні 2014 року. У червні 2014 року у складі 1-ї окремої танкової бригади (смт Гончарівське) був відправлений у зону АТО. Під час одного з боїв отримав кульове поранення. Загинув 8 грудня 2014 року під час артилерійського обстрілу в районі селища Пісків Ясинуватського району Донецької області (Донецький аеропорт). Похований 11 грудня 2014 року в селі Рудівці Прилуцького району Чернігівської області. Указом Президента України № 270 від 15 травня 2015 року «за особисту мужність і героїзм, виявлені у захисті державного суверенітету та територіальної цілісності України, вірність військовій присязі» нагороджений орденом «За мужність» ІІІ ступеня (посмертно).
18. Лебедєв Андрій Володимирович — народився в Ярославлі (Росія). У 1983 році його мати разом з її батьками переїхали до Чернігова. Мобілізований 15 квітня 2014 р. Воював у складі 13-го батальйону територіальної оборони Чернігівської області. Загинув 29 січня 2015 року під час боїв за м. Вуглегірськ. До травня 2016 року Андрія Лебедєва вважали зниклим безвісти. Мати Андрія Людмила Анатоліївна їздила до Дніпра, де їй надали базу даних 47 загиблих бійців 13-го БТО. Мати сина не знайшла. Тільки рішенням суду в травні 2016 року Лебедєв Андрій визнаний загиблим. Похований 25 квітня 2018 року в Чернігові
19. Лупікс Яніс Модрісович — народився 27 червня 1971 року в селі Сувиді Вишгородського району Київської області. Разом із сім’єю проживав в селі Ніжинському (Григоро-Іванівка) Ніжинського району Чернігівської області. Воював у складі зведеної групи 169-го Навчального центру Сухопутних військ (смт. Десна). Загинув 17 листопада 2014 року під час поїздки за загиблими військовослужбовцями в районі міста Дебальцевого Донецької області. Автомобіль, у якому перебував Яніс Лупікс, підірвався на протитанковому радіокерованому фугасі. Похований 20 листопада 2014 року в селі Ніжинському (Григоро-Іванівка) Ніжинського району Чернігівської області. Указом Президента України № 282 від 23 травня 2015 року «за особисту мужність і героїзм, виявлені у захисті державного суверенітету та територіальної цілісності України, вірність військовій присязі» нагороджений орденом «За мужність» ІІІ ступеня (посмертно).
20. Мальцев Юрій Петрович — народився у м. Красноперекопські Каховського району Херсонської області. Коли Юрко був ще маленьким, його сім’я переїхала до села Жовтневого Коропського району Чернігівської області. Мобілізований за власним бажанням 12 лютого 2015 р., під час четвертої хвилі мобілізації. Служив у 92-й окремій механізованій бригаді 16-го окремого мотопіхотного батальйону територіальної оборони «Полтава». Загинув 5 березня 2016 р. Указом Президента від 8 квітня 2016 р. Юрія Петровича Мальцева посмертно було нагороджено орденом «За мужність» ІІІ ступеня.
21. Мансуров Андрій Сергійович — народився в місті Куп’янську Харківської області. Від 2008 року Андрій Сергійович підписав контракт на проходження військової служби в 1-й окремій гвардійській танковій бригаді у смт. Гончарівському. 3 серпня 2014 року танк Андрія Сергійовича підірвався на протитанковому фугасі біля села Красного Яру Жовтневого району Луганської області. Поховали Андрія Сергійовича 6 серпня 2014 року в селищі міського типу Гончарівському Чернігівського району. 8 вересня 2014 року Указом Президента України № 708/2014 за особисту мужність і героїзм, виявлені у захисті державного суверенітету та територіальної цілісності України Мансуров Андрій Сергійович нагороджений орденом «За мужність» III ступеня (посмертно). Також посмертно нагороджений нагрудним знаком від організації «Побратими України» від 18 листопада 2016 року № 620 «За оборону Луганського аеропорту» та нагрудним знаком (№ 0090) 1-ї окремої гвардійської танкової бригади.
22. Мірошниченко Петро Олександрович — народився в м. Білій Церкві Київської області в сім’ї військовослужбовця. У травні 1985 р. сім’я переїхала до селища Гончарівського. Призваний до війська 19 березня 2014 р., у першу хвилю мобілізації. Воював у складі 1 окремої танкової бригади Збройних сил України. 13 серпня 2014 р. під час масованого обстрілу біля села Георгіївки Луганської області Мірошниченко Петро Олександрович загинув. Посмертно нагороджений орденом «За мужність» ІІІ ступеня (посмертно) та нагрудним знаком І окремої танкової бригади.
23. Моісеєнко Володимир Миколайович — народився 28 січня 1974 року в місті Ангарську Іркутської області (Російська Федерація). Коли йому було 6 років, після тяжкої хвороби померла мама, і хлопець потрапив до інтернату. Через деякий час його всиновило подружжя українців і привезли з Росії до Іржавця. Щось там не склалося у стосунках з прийомними батьками, і ті залишили хлопця напризволяще. Та світ не без добрих людей. Першим руку допомоги сироті простягнув Олександр Мороз, який на той час працював заступником директора в Ічнянському ПТУ. Він влаштував хлопця на навчання до цього закладу. У Прилуцькій автошколі за направленням від військомату вивчився на водія, потім пішов служити до лав Збройних сил України. Небайдужі люди завжди приходять на допомогу тим, хто цього найбільше потребує. Так сталося і у Володіному житті. 18 років він прожив у Галіча Дмитра Миколайовича, якого називав своїм батьком. Моблізований 19 березня 2014 року. Служив водієм у Першій окремій танковій бригаді. 30 липня 2014 року під час виконання бойового завдання поблизу села Широкине Луганської області його автомобіль підірвався на міні. Сорокарічний сержант Володимир Моісеєнко загинув. За особисту мужність і героїзм, виявлену під час виконання військового обов’язку, в умовах, пов’язаних з ризиком для життя в АТО, Моісеєнко Володимир Миколайович Указом Президента України нагороджений орденом «За мужність ІІІ ступеня» (посмертно).
24. Онопрієнко Олександр Валерійович — народився у Київі. Мобілізований у квітні 2014 р. до 13-го батальйону територіальної оборони. Загинув 30 січня 2015 р. потрапивши в засідку на трасі Дебальцеве-Луганське. Похований у с. Марківці, Бобровицький район. Указом Президента України № 103/2016 від 21 березня 2016 року, "за особисту мужність і високий професіоналізм, виявлені у захисті державного суверенітету та територіальної цілісності України, вірність військовій присязі", нагороджений орденом «За мужність» III ступеня (посмертно).
25. Пономаренко Олександр Васильович — народився в селі Березовій Луці Гадяцького району Полтавської області. Проходив службу за контрактом у 169-му Навчальному центрі Сухопутних військ України (селище Десна Козелецького району Чернігівської області) на посаді командира відділення зв’язку. На фронті — у складі зведеної групи 169-го Навчального Центру Сухопутних Військ України. Загинув 4 грудня 2014 року поблизу села Орлово-Іванівки Шахтарського району Донецької області під час мінометного обстрілу, отримавши несумісне з життям поранення в голову. Похований 9 грудня 2014 року в селищі Десна Козелецького району Чернігівської області. Указом Президента України № 473 від 13 серпня 2015 року «за особисту мужність і героїзм, виявлені у захисті державного суверенітету та територіальної цілісності України, вірність військовій присязі» нагороджений орденом «За мужність» ІІІ ступеня (посмертно).
26. Рвачов Володимир Ігорович — народився в місті Янгієрі Сирдар’їнської області (Республіка Узбекистан) у сім’ї військовослужбовця. У 1995 році закінчив Одеський інститут сухопутних військ. Воював у складі зведеної групи 169-го навчального центру Сухопутних військ (смт Десна). Загинув 16 листопада 2014 року в районі села Польового Шахтарського району Донецької області (район кургану Гостра Могила). Похований 20 листопада 2014 року в селищі Десні Козелецького району Чернігівської області. Указом Президента України № 270 від 15 травня 2015 року «за особисту мужність і героїзм, виявлені у захисті державного суверенітету та територіальної цілісності України, вірність військовій присязі» нагороджений орденом Богдана Хмельницького ІІІ ступеня (посмертно).
27. Старченко Павло Олександрович — народився в м. Старий Оскол Білгородської області (РФ). Після розпаду СРСР родина переїхала до Чернігова. Павло був учасником Помаранчевої революції 2004 р. Не стояв осторонь і під час подій 2014 р., відстоюючи інтереси українського народу на вул. Іститутській. Моіблізований у квітні 2014 року у склад Чернігівського 13-го батальйону територіальної оборони. Останній бій прийняв під Вуглегірськом, захищаючи підступи до Дебальцевого. Загинув 30 січня 2015 р. Указом Президента України № 103 від 21 березня 2016 року «за особисту мужність і героїзм, виявлені у захисті державного суверенітету та територіальної цілісності України, вірність військовій присязі» нагороджений орденом «За мужність» ІІІ ступеня (посмертно).
28. Тищенко Андрій Іванович — народився в місті Улан-Уде (Бурятія, Російська Федерація) у сім’ї військовослужбовця. У 1984 році родина Тищенків переїхала до НДР за місцем батькової служби, а в 1989 році повернулася до СРСР, а саме в селище Десна, де батько Андрія отримав нове місце служби в 169 окружному навчальному центрі для підготовки молодших фахівців танкових військ. На початок війни був на військовій службі за контрактом у ЗСУ, служив у 169 Навчальному Центрі. 28 серпня 2014 року загинув у районі села Комісарівки Луганської області. Похований 1 вересня 2014 року в селищі Десні Козелецького району Чернігівської області. За проявлену особисту мужність, стійкість та рішучість під час виконання військового обов’язку в умовах, пов’язаних з ризиком для життя, солдат Тищенко Андрій Іванович, стрілець Національної Гвардії України, нагороджений орденом «За мужність» ІІІ ступеня (посмертно), Указ Президента України від 27. 11. 2014 року № 892/2014.
29. Тітарчук Володимир Іванович — народився 8 серпня 1968 року в селі Парипси Попільнянського району Житомирської області. Військовий у третьому поколінні. Закінчив два військових училища: Ордженікідзівське загальновійськове вище командне училище (1987 р.) і Харківське вище танкове командне училище (1989 р.). У Збройних силах — до червня 1992 року. Мав військовий досвід — брав участь у миротворчих операціях у країнах Африки. Працював в Одесі, Чернігові та Мені. Призваний 31 березня 2014 року до лав Збройних сил України. Воював у складі 1-ї окремої танкової бригади (смт. Гончарівське). 14 жовтня 2014 року в районі Донецького аеропорту капітан Тітарчук В. І. був тяжко поранений під час мінометного обстрілу. Прийняв на себе багато уламків від міни, чим урятував своїх побратимів, які на той момент були біля нього. У ніч на 17 жовтня в Дніпропетровській лікарні імені І. Мєчнікова помер від поранень. Похований 22 жовтня 2014 року в місті Чернігові на кладовищі «Яцево». Указом Президента України № 817/2014 від 21 жовтня 2014 року «за особисту мужність і героїзм, виявлені у захисті державного суверенітету та територіальної цілісності України, вірність військовій присязі» нагороджений орденом Богдана Хмельницького ІІІ ступеня (посмертно).
30. Шанський Андрій Миколайович — народився в селищі міського типу Мирному Тельманівського району Донецької області. Узимку 2013—2014 рр., обіймаючи посаду офіцера штабу бригади, брав участь у охороні громадського порядку під час подій Революції Гідності. Загинув 5 вересня 2014 року біля селище Тельманове Донецької області. Похований у Чернігові. Указом Президента України № 838/2014 від 31 жовтня 2014 р. «за особисту мужність і героїзм, виявлені у захисті державного суверенітету та територіальної цілісності України, вірність військовій присязі» капітан Андрій Миколайович Шанський нагороджений орденом «За мужність» III ступеня (посмертно). Наказом командувача Національної гвардії України № 130 о/с від 17 листопада 2014 р. йому присвоєно чергове військове звання: «майор» (посмертно).
31. Яковенко Денис Олександрович — народився в селі Чаган Семипалатинської області (Казахстан). У 1994 році батька переводять в Ніжин. 10 травня 2014 року добровільно пішов на військову службу за частковою мобілізацією. Готувався в навчальному центрі «Десна». Воював у складі 41-го батальйону територіальної оборони Збройних сил України «Чернігів-2». Загинув 4 вересня 2014 року в ході бою біля міста Дебальцевого Донецької області. Похований 6 вересня 2014 року в місті Ніжині (Троїцьке кладовище). Указом Президента України № 311 від 4 червня 2015 року нагороджений орденом «За мужність» ІІІ ступеня (посмертно).
32. Захарчук Олександр Олександрович — народився 1 вересня 1990 року в селі Морозівка Малинського району Житомирської області. Був учасником акцій протесту на Майдані Незалежності в Києві. Потім вступив добровольцем до 24 батальйону територіальної оборони «Айдар». Брав участь в антитерористичній операції. Під час своєї відпустки 1 вересня 2014 року, коли Олександрові мало виповнитися 24 роки, він приїхав до дружини в смт Олишівку, але за трагічних обставин у свій день народження він помирає. 3 вересня 2014 року Олександра поховали зі всіма почестями в смт Олишівці.
33. Рогаль Вячеслав Васильович — народився 29 вересня 1972 року в селі Гарапівці Андрушівського району Житомирської області. У 1993 році закінчив Одеське вище артилерійське командне училище ім. М. Фрунзе за спеціальністю «командна тактична артилерія». Проходив службу в 95-й окремій аеромобільній бригаді. Звільнився в запас у 1999 році у званні капітана. Працював контролером Чернігівського тролейбусного управління та контролером якості на підприємстві «САВ-сервіс». Призваний до Збройних сил України в січні 2015 року. Проходив службу у військовій частині В0121 Національного університету України імені Івана Черняхівського. Від березня служиву 56-й окремій мотопіхотній бригаді АТО на посаді заступника командира протитанкового артилерійського дивізіону з озброєння. Загинув 23 квітня 2016 року від серцевого нападу в розташуванні військової частини після повернення з бойового завдання в с. Кременівці Володарського району Донецької області. Похований 30 квітня 2016 року в Чернігові на кладовищі «Яцеве».
34. Степанець Юрій Вікторович — народився 3 листопада 1980 року в місті Бердичеві Житомирської області. Призваний до Збройних сил України в кінці січня 2015 року. Сержант, старший механік-водій БМП 17-го окремого мотопіхотного батальйону 57-ї окремої мотопіхотної бригади. Помер 11 лютого 2016 року під час відпустки вдома, не витримало серце. Похований 13 лютого 2016 року в Чернігові на міському кладовищі «Яцево».

### Навчались, працювали в Чернігові
1. Сабада Олександр Борисович — народився в селі Мошнах Черкаської області в сім’ї військовослужбовця. У 1990 році сім’я повернулася в Україну в місто Чернігів. У школі № 28 Олександр навчався від 1990 до 1993 року. Навчання продовжив у Чернігівському військовому ліцеї з посиленою військово-фізичною підготовкою, який закінчив у 1996 році. Після закінчення ліцею вступив у Харківський інститут льотчиків. Брав участь у Антитерористичній операції на території Донецької області. Під час виконання бойового патрулювання біля міста Слов’янська Донецької області 2 травня 2014 року вертоліт потрапив під обстріл бандформування. Екіпаж вертольота героїчно загинув унаслідок попадання ракети.
2. Стельмах Олександр Миколайович — народився в селі Радовель Олевського району Житомирської області. У 2007 році закінчив Чернігівський ліцей з посиленою військово-фізичною підготовкою. Від весни 2014 року брав участь ув Антитерористичній операції на сході України. 2 лютого 2015 року старший лейтенант Стельмах О. М. загинув поблизу селища Піски Ясинуватського району Донецької області в районі Донецького аеропорту. Указом Президента України № 282/2015 від 28 травня 2015 року «за особисту мужність і героїзм, виявлені у захисті державного суверенітету та територіальної цілісності України, вірність військовій присязі та незламність духу» нагороджений орденом Богдана Хмельницького III ступеня (посмертно). 5 лютого 2015 року похований на кладовищі села Хомутець Брусилівського району.
3. Сокоринський Ігор Миколайович народився в місті Чернігові. Навчався та закінчив Чернігівську загальноосвітню школу №22 (сьогодні – Чернігівський ліцей №22). Отримав вищу освіту в Київському Національному університеті біоресурсів і природокористування України. З 2012 року - Голова громадських організацій Cпілки пасічників Чернігова та області. Брав участь у Антитерористичній операції на території Донецької області. 25 лютого 2022 року Ігор Миколайович, долучився до лав Збройних Сил України, служив на посаді старшого водія розвідувального взводу розвідувальної роти. Загинув 11 грудня 2022 року під час виконання чергового бойового завдання поблизу населеного пункту Невельське на Донеччині. Похований на кладовищі «Яцево» (чернігів).

### Служили на Чернигівщині
1. Бондаренко Володимир Олександрович — народився в місті Києві. Від 1998 року — військовослужбовець169-го Навчального центру Сухопутних військ ЗСУ. Був начальником служби пального і мастильних матеріалів різних підрозділів центру. Учасник Антитерористичної операції в складі зведеної групи 169 навчального центру ЗСУ. Загинув 31 серпня 2014 року в бою під Дебальцевим Донецької області в результаті вибухової травми. Прощання із загиблим відбулося 3 вересня 2014 року у смт Десні. Похований 3 вересня 2014 року в Києві. Указом Президента України № 838/2014 від 31 жовтня 2014 року «Про відзначення державними нагородами України» за особисту мужність і героїзм, виявлені у захисті державного суверенітету та територіальної цілісності України, вірність військовій присязі» капітан Бондаренко В. О. нагороджений орденом «За мужність» III ступеня (посмертно). 20 лютого 2016 р. нагороджений пам’ятним нагрудним знаком м. Києва «Герой Киянин» (посмертно).
2. Степанченко Дмитро Андрійович — народився в місті Уссурійську в сім’ї військовослужбовців. В АТО у складі 1-й Окремій гвардійській танковій бригаді. 5 вересня 2014 року загинув під час бою, командуючи зведеним підрозділом 1 ОТБр та 3 БТрО «ВОЛЯ» м. Львів поблизу села Шишкове Слов’яносербського району Луганської області. Похований у м. Луганськ. Указом Президента України № 270 від 15 травня 2015 року за особисту мужність і героїзм, виявлені у захисті державного суверенітету та територіальної цілісності України, вірність військовій присязі Дмитра Андрійовича нагороджено орденом Богдана Хмельницького ІІІ ступеня та присвоєно військове звання «підполковник» (посмертно).
3. Яжук Микола Петрович — народився в селі Мартинівка Жмеринського району Вінницької області. У 1998 році закінчив Мартинівську середню школу та вступив до Харківського гвардійського ордена Червоної Зірки інституту танкових військ імені Верховної Ради України. Служив у 169 Навчального гвардійського центрі. У 2014 році, перебуваючи в зоні АТО, Микола, проявивши мужність та героїзм, урятував людей, допомагаючи їм вибратися з танка, що палав. За цей вчинокуказом Президента України від 27 листопада 2014 року № 892/2014 Микола Петрович був нагороджений орденом «За мужність» III ступеня. Загинув 16 листопада 2014 року поблизу села Польового Шахтарського району, Донецької області. Указом Президента України від 15 травня 2015 року № 270/2015 посмертно був нагороджений орденом Богдана Хмельницького III ступеня, а також відповідно до указу Президента України від 19 травня 2014 року № 480/2014 Яжукові М. П. посмертно присвоєно чергове військове звання «полковник». Похований біля свого дідуся 21 листопада 2014 року на кладовищі в селі Дубовій Жмеринського району Вінницької області.
4. Лисиченко Олександр Миколайович — народився у м. Маріуполі Донецької області. На 2014 рік — штурман авіаційної ескадрильї спеціального призначення оперативно-рятувальної служби цивільного захисту ДСНС України в м. Ніжині. Загинув 21 червня 2014 р. під Харковом у районі села Лизогубівка в результаті падіння гелікоптера Мі-8Т. Похований у м. Маріуполі Донецької області. Указом Президента України № 593/2014 від 15 липня 2014 р. «за особисту мужність і героїзм, виявлені у захисті державного суверенітету та територіальної цілісності України» нагороджений орденом «За мужність» III ступеня (посмертно).
5. Михайлик Володимир Георгійович — народився в с. Слободі Буринського району Сумської області. На 2014 рік — бортінженер авіаційної ескадрильї спеціального призначення оперативно-рятувальної служби цивільного захисту ДСНС України в м. Ніжині. Загинув 21 червня 2014 р. під Харковом в районі села Лизогубівки в результаті падіння гелікоптера Мі-8Т. Похований у с. Слободі Буринського району Сумської області. Указом Президента України № 593/2014 від 15 липня 2014 р. «за особисту мужність і героїзм, виявлені у захисті державного суверенітету та територіальної цілісності України», нагороджений орденом «За мужність» III ступеня (посмертно).
6. Редькін Руслан Вікторович — народився в м. Охтирці Сумської області. На 2014 рік — підполковник, командир авіаційної ескадрильї спеціального призначення оперативно-рятувальної служби цивільного захисту ДСНС України в м. Ніжині. Загинув 21 червня 2014 р. під Харковом в районі села Лизогубівки в результаті падіння гелікоптера Мі-8Т. Похований у м. Бердичеві Житомирської області. Указом Президента України № 593/2014 від 15 липня 2014 р. «за особисту мужність і героїзм, виявлені у захисті державного суверенітету та територіальної цілісності України», нагороджений орденом «За мужність» III ступеня (посмертно).

### Померли за інших обставин
1. Васюк Микола Олександрович — народився 14 травня 1987 року в с. Ставиському Козелецького району Чернігівської області. Навчався в Ставиській ЗОШ І-ІІІ ст. Закінчив 11 класів. Після школи працював у пожежній охороні м. Києва та охоронником у м. Києві. У 2005 році призваний на строкову службу, яку проходив у м. Борисполі. Потім жив у Новгород-Сіверському районі Чернігівської області, де працював у водному господарстві. У березні 2014 року мобілізований на військову службу Козелецьким РВК до військової частини в селище Гончарівськ. Від червня до липня 2014 року захищав Луганський аеропорт, де отримав тяжкі контузії. Потім проходив службу у 80 аеромобільній бригаді. Був снайпером. У жовтні 2014 року, контузії спричинили хворобу, лікувався в госпіталях Дніпропетровська та Києва. Помер 14 січня 2015 року. Похований 15 січня 2015 року в с. Ставиське Козелецького району.
2. Васюк Олег Олександрович — народився 8 серпня 1975 року в місті Остер Козелецького району Чернігівської області. Закінчив Остерську загальноосвітню школу № 1. Відслужив у лавах Збройних сил. Від 1995 року жив і працював у Києві. Був одруженим. Мав двох синів 6 і 18 років. 15 травня 2014 року був мобілізований на військову службу Київським міськвійськкоматом та після проходження підготовки в 169 Навчальному центрі с. Десна був направлений в зону АТО. Службу проходив у 12 Київському батальйоні територіальної оборони на посаді командира другого підрозділу охорони. Загинув 30 листопада 2014 року внаслідок ДТП на повороті села Дмитрівки (Новоайдарський район) Луганської області по дорозі до Нового Айдару. Похований 4 грудня 2014 року в Києві на «Лісовому» кладовищі.
3. Грачов Максим Валентинович — народився 6 січня 1986 року в місті Семенівці Чернігівської області. Від першого до 9 класу навчався в Комінтернівській школі № 5, далі продовжував навчання в загальноосвітній школі № 1, яку закінчив у 2003 році. Від 2003 до 2004 року навчався в навчально-курсовому комбінаті «Укрбуд» у місті Чернігові. Строкову військову службу проходив у складі військової частини А 3435 «Десна» рядовим. Після проходження строкової військової служби працював різноробочим на лісопереробних приватних підприємствах Семенівського району, на торфобрикетному заводі, потім у сільгосппідприємстві «Імпульс». 2 вересня 2014 року був мобілізований до лав Збройних сил України. У зоні АТО воював у складі 41-го окремого мотопіхотного батальйону. Проходив навчання у військових частинах «Десна» і «Гончарівськ». Трагічно загинув 13 травня 2015 року в селі Старогнатівці Волноваського району Донецької області. Похований 16 травня 2015 року в місті Семенівці Чернігівської області.
4. Задорожній Віктор Володимирович — народився 13 березня 1978 року в селі Ковтунівці Прилуцького району Чернігівської області. Після закінчення дев’яти класів працював трактористом в селі Ковтунівці Прилуцького району. Після навчання в школі вступив до Дігтярівського училища (Срібнянський район), де здобув професію тракториста. У 18 років був призваний до лав української армії. Після служби працював трактористом у с. Ковтунівці, на місцевій птахофабриці, на СТО в місті Прилуках. А потім їздив на заробітки в Москву. У лютому 2015 року був призваний на військову службу в зону АТО. Службу проходив у складі 53-ї окремої механізованої бригади. Трагічно загинув 25 жовтня 2015 року в селі Кам’янці Ясинуватського району Донецької області. Похований 30 жовтня 2015 року на кладовищі в селищі Дубовий Гай Прилуцький району.
5. Коновалов Олексій Ігорович — народився в місті Чернігові. Під час проведення другої хвилі мобілізації 24 квітня 2014 року добровільно знову вступив до лав Збройних сил України. Проходив службу командиром стрілецького взводу стрілецької роти 13-го батальйону територіальної оборони. Трагічно загинув 12 червня 2014 року в зоні проведення антитерористичної операції в селищі Верхня Богданівка Біловодського району Луганської області. Похований 16 червня 2014 року в місті Чернігові (цвинтар «Яцево» — ділянка 108Д, ряд № 5, місце № 7). Указом Президента України № 103 від 21 березня 2016 року «за особисту мужність і високий професіоналізм, виявлені у захисті державного суверенітету та територіальної цілісності України»Коновалов Олексій Ігорович нагороджений орденом Богдана Хмельницького III ступеня (посмертно), а 21 листопада 2016 року нагороджений орденом «ЛИЦАРСЬКИЙ ХРЕСТ ДОБРОВОЛЬЦІВ»(посмертно).
6. Мешок Олександр Володимирович — народився в селі Куликівка Городнянського району. Мобілізований до лав ЗСУ 29 січня 2015 року. Молодший сержант, старший розвідник розвідувального взводу військової частини В 0116у складі 95-ї окремої аеромобільної бригади. Трагічно загинув 11 листопада 2015 року в районі міста Красногорівки Мар’їнського району Донецької області. Похований 15 листопада 2015 року в селі Куликівці Городнянського району Чернігівської області.
7. Пакалов Олег Михайлович — народився 18 липня 1970 року в селі Буда Вороб’ївська Новгород-Сіверського району Чернігівської області. Ріс із бабусею та дідусем у с. Півнівщині Городнянського району. Мобілізований 1 лютого 2015 року. Військову службу спочатку проходив у військовій частині в смт Десна Козелецького району, потім у навчальному центрі в місті Рівному. В АТО — у складі 14-ї окремої механізованої бригади. Загинув 9 серпня 2015 року в районі міста Маріуполя Донецької області — смт. Сартана. Похований 13 серпня 2015 року в селі Півнівщині Городнянського району Чернігівської області.
8. Петрик Сергій Вікторович — народився в селі Чистому Колодязі (Червоний Колодязь) Ніжинського району. 19 березня 2014 року був призваний до лав ЗСУ. Проходив військову службу в 1-й окремій танковій бригаді. Трагічно загинув 22 лютого 2015 року в селі Златоустівка Волноваського району Донецької області. Похований 25 лютого 2015 року в селі Перемозі Ніжинського району. Посмертно нагороджений медаллю «За жертовність і любов до України».
9. Рудник Артем Юрійович — народився в місті Чернігові. Мобілізований до Збройних сил України в березні 2014 року. В АТО — у складі 41-го батальйону територіальної оборони «Чернігів — 2». Трагічно загинув[2] 27 липня 2014 р. на блокпосту біля селища Новоіванівки Попаснянського району Луганської області. Похований 29 липня 2014 року в місті Чернігові.
10. Стаценко Геннадій Анатолійович — народився 6 лютого 1969 року в місті Городні. Проходив військову службу в лавах Збройних сил СРСР. Учасник Революції гідності. У вересні 2014 року був мобілізований до лав Збройних Сил України. З 29 вересня 2014 року по 5 вересня 2015 року безпосередньо брав участь у антитерористичній операції в районі с. Новомихайлівки Мар’їнського району Донецької області. За час проходження військової служби на посаді кулеметника 2 механізованого взводу 3 механізованої роти 1 механізованого батальйону військової частини 0095 молодший солдат Стаценко Г. А. був двічі контужений і поранений. 14 березня 2016 року Геннадій Анатолійович був направлений на військову службу за контрактом командиром мінометного взводу в складі військової частини 2830. Із 29 липня по 1 серпня 2016 року успішно завершив Базовий курс першої допомоги. За особистий внесок під час проходження Програми інструктажу з Об’єднаною багатонаціональною тренувальною групою — Україна з 23 липня 2016 по 23 вересня 2016 у складі ротації 93-ї окремої механізованої бригади на Яворівському полігоні молодший сержант Геннадій Стаценко нагороджений грамотою. Останнім часом ніс службу на Луганщині. Помер 15 березня 2017 р. під час несення служби в районі міста Лисичанська Луганської області.
11. Афанасенко Віктор Михайлович — народився 24 жовтня 1973 року в селі Галаганівці Семенівського району. Призваний до лав Збройних сил України 2 вересня 2014 року. У зоні проведення АТО був у складі 41-го мотопіхотного батальйону 72-ї окремої механізованої бригади від початку вересня 2014 року. Помер від хвороби 9 березня 2015 року біля села Прохорівки Волноваського району Донецької області. Похований 12 березня 2015 року в селі Галаганівці Семенівського району.
12. Баришполець Євген Володимирович — народився 15 травня 1981 року в Чернігові. Солдат, командир розрахунку БМ-21 «Град» 92-ї окремої механізованої бригади. Загинув 28 лютого 2015 року в розташуванні військової частини. Похований 4 березня 2015 року в Чернігові.
13. Білоус Ілля Костянтинович — народився 10 травня 1996 року в Чернігові. У вересні 2014 року звернувся до Чернігівського військкомату з проханням зарахувати його на військову службу в Збройні сили України, але, зваживши на вік, йому було 18 років, відмовили. Тоді він попросився добровольцем до патрульної служби міліції особливого призначення «Чернігів», куди був зарахований рядовим. Трагічно загинув 17 лютого 2015 року в селі Кіпті Козелецького району Чернігівської області під час повернення підрозділу на ротацію додому. Похований 19 лютого 2015 року в Чернігові на Алеї героїв кладовища «Яцево».
14. Галушко Олег Васильович — народився 10 червня 1979 року в місті Носівка Чернігівської області. 23 липня 2015 року Олег був мобілізований на військову службу. Проходив підготовку на Рівненщині. Потім був переведений до міста Чугуєва Харківської області. Трагічно загинув 28 листопада 2015 року в Райгородці Новоайдарського району Луганської області.
15. Діденко Олександр Кузьмич — народився 25 червня 1953 року в селі Курінь Бахмацького району. Учасник ліквідації аварії на ЧАЕС. Вступив до Збройних сил України добровольцем. Солдат, технік-механік танкової роти «Холодний Яр» окремого загону особливого призначення «АЗОВ». Помер 23 січня 2016 року від серцевого нападу в місті Урзуф Мангушського району Донецької області. Похований 27 січня 2016 року в селі Гаврилівці Вишгородського району Київської області.
16. Жоголко Роман Федорович — народився 26 серпня 1975 року в м. Городні. Мобілізований 22 вересня 2014 року. Служив у 1-й танковій бригаді. Узимку, під час проходження військової служби, переніс серйозне інфекційне захворювання, яке дало ускладнення на серце. Романа оперували в Національному інституті серцево-судинної хірургії імені М. М. Амосова АМН України, та в результаті ускладнень Роман помер. Похований у селі Пекурівка Городнянського району Чернігівської області.
17. Лестуха Володимир Михайлович — народився в м. Бахмачі Чернігівської області. Мобілізований у серпні 2014 року. В АТО у складі 80-ї окремої високо-мобільної десантної бригади. Трагічно загинув 9 січня 2015 року в місці розташування військової частини біля села Підбірці Пустомитівського району Львівської області. Похований 13 січня 2015 року в селі Великій Загорівці Борзнянського району Чернігівської області.
18. Макідон Віктор Михайлович — народився в місті Ніжині Чернігівської області. 16 червня 2014 року зарахований до списків особового складу батальйону патрульної служби міліції особливого призначення «Миротворець». Під час перебування в районі АТО помер 22 липня 2014 року від набряку легенів та гострої коронарної недостатності, викликаних фізичним та моральним перенавантаженням. Похований 25 липня 2014 року в місті Ніжині Чернігівської області. Указом Президента України № 436/2015 від 17 липня 2015 року «за особисту мужність і високий професіоналізм, виявлені у захисті державного суверенітету та територіальної цілісності України, вірність військовій присязі» нагороджений орденом «За мужність» III ступеня (посмертно).
19. Малець Олександр Миколайович — народився 26 серпня 1986 року в селі Макишині Городнянського району. Військовослужбовець Збройних сил України від листопада 2015 року. Солдат 1121-го окремого зенітно-ракетного дивізіону 169-го навчального центру Сухопутних військ України. Помер 18 січня 2016 року від пневмонії в Київському госпіталі перед відправкою на Донбас. Похований 21 січня 2016 року в селі Макишині.
20. Манжола Віктор Іванович — народився 25 лютого 1965 року в с. Канівщині Прилуцького району Чернігівської області. Помер 29 вересня 2016 року від серцевої недостатності під час несення служби в селі Трудівському (Волноваський район Донецької області). Похований у м. Прилуках.
21. Назаренко Богдан Анатолійович — народився 4 грудня 1982 року в Сосниці. Призваний до Збройних сил України 30 квітня 2015 року. Солдат, водій відділення управління взводу управління командира гаубичної самохідної артилерійської батареї 1-ї окремої танкової бригади. Помер від набряку головного мозку 15 березня 2016 року біля міста Волновахи Донецької області. Похований 18 березня 2016 року в Сосниці.
22. Назима Петро Васильович — народився 28 серпня 1966 року в селі Дроздовиці Городнянського району. Мобілізований до лав Збройних сил України 28 серпня 2015 року. В АТО у складі 57-ї мотопіхотної бригади — старший лейтенант, командир взводу зв’язку. Помер 2 січня 2016 року в лікарні міста Торецька (Дзержинська) Донецької області. Похований 5 січня 2016 року в селі ДроздовиціГороднянського району.
23. Нешко Ігор Володимирович — народився в місті Чернігові. Маючи досвід військової служби музикантом, у 2010 році пішов на прикордонну службу. Протягом 5 років служив на посаді інспектора прикордонної служби відділу «Добрянка». На передовій перебував в составі оперативно-бойової прикордонної комендатури «Чернігів» Краматорського прикордонного загону від червня 2015 року. Загинув 8 листопада 2015 року внаслідок аварії автомобіля «Кугуар», яким прикордонний наряд направлявся в контрольний пункт «Георгіївка» для несення служби. Трагедія сталася в районі селища Курахівка Селідівського району Донецької області. Похований 11 листопада 2015 року в місті Чернігові на алеї героїв (кладовище «Яцево»).
24. Новодід Олександр Анатолійович -народився 19 серпня 1978 року в селі Гайовому Козелецького району. У серпні 2014 року був мобілізований. В АТО воював у складі 13-го окремого мотопіхотного батальйону. Помер від серцевої недостатності 7 березня 2015 року в районній лікарні міста Бахмута (Артемівська) Донецької області. Похований 10 березня 2015 року в селі Ставиському Козелецького району Чернігівської області.
25. Пилиповський Владислав Олександрович — народився 9 лютого 1992 року в селі Халимоновому Бахмацького району. Призваний до Збройних сил України в січні 2015 року. Воював у складі розвідувального взводу 17-го окремого мотопіхотного батальйону «Кіровоград» 57-ї окремої мотопіхотної бригади. Трагічно загинув 4 квітня 2016 року в розташуванні військової частини в Херсонській області. Похований 7 квітня 2016 року в селі Халимонове. Указом Президента України № 386/2016 від 06 вересня 2016 року «за особисту мужність і професіоналізм, виявлені у захисті державного суверенітету та територіальної цілісності України, вірність військовій присязі» нагороджено Владислава Олександровича Пилиповського орденом «За мужність» ІІІ ступеня (посмертно).
26. Рибачко Олександр Олегович — народився 30 червня 1976 року в місті Носівці Чернігівської області. У березні 2014 року був призваний до лав Збройних сил України. Під час мобілізації на особливий період проходив службу у військовій частині с. Гончарівського на посаді старшого водія-санітара відділення збору та евакуації поранених медичної роти військової частини В-1688 у званні старшого сержанта. У період від 31 жовтня до 10 листопада 2014 року брав безпосередню участь в АТО. 10 листопада 2014 року був направлений із району проведення антитерористичної операції до місця постійної дислокації військової частини. Помер 11 листопада 2014 року внаслідок нещасного випадку.
27. Сакун Микола Васильович — народився 10 вересня 1986 року в селі Тупичеві Городнянського району. Мобілізований 1 лютого 2015 року. Спочатку проходив військове злагодження та навчання у військовій частині А 0962 (селище Десна Козелецького району), згодом — рядовий в/ч В1688 (селище Гончарівське Чернігівського району). 30 серпня 2015 року під час транспортування бойової броньованої техніки із зони проведення АТО до місця постійної дислокації на залізничній станції Дарниця (м. Київ) потрапив у потужне силове електричне поле та зазнав тяжких травм. Був госпіталізований до Київського опікового центру. Помер 8 вересня 2015 року в опіковому відділенні Київського військового шпиталю. Похований у селі Тупичеві Городнянського району Чернігівської області.
28. Смеян Олександр Миколайович — народився 19 лютого 1972 року в селі Великий Листвен Городнянського району. Призваний до Збройних сил України в серпні 2014 року. Воював у складі 13-го окремого мотопіхотного батальйону під Щастям (Луганська область), Вуглегірськом, вийшов з-під Дебальцевого. Помер 25 червня 2015 року вдома після реабілітації від серцевого нападу перед поверненням до батальйону. Похований 27 червня 2015 року у Великому Листвені.
29. Стацун Андрій Олексійович — народився 8 квітня 1991 року в м. Корюківка Чернігівської області. Строкову військову службу проходив з 2013 по 2015 рік. У 2014 році брав участь у проведенні антитерористичної операції, був старшим солдатом, помічником гранатометника механізованого відділення. У 2016 році проходив службу за контрактом у військовій частині В1688 у Гончарівську. Похований 14 жовтня 2016 року в селі Петрова Слобода Корюківського району Чернігівської області.
30. Хурдепа Сергій Анатолійович — народився 7 січня 1993 року в селі Придеснянському Коропського району. Згодом його сім’я переїхала жити до села Вишеньок цього ж району. Від 28 березня 2013 року — контрактник 72-ї окремої механізованої бригади. Загинув у районі розміщення розвідувальної роти в місті Волновасі Донецької області 6 вересня 2015 року внаслідок отримання численних смертельних поранень зі стрілецької зброї. Похований 9 вересня 2015 року в селі Вишеньках Коропського району.
31. Шатило Юрій Миколайович — народився 9 квітня 1987 року в селі Старосілля Городнянського району. Від 1988 року проживав у місті Городні. 7 липня 2015 року був призваний на військову службу за частковою мобілізацією. Перебував на навчальних зборах у Яворові, де отримав спеціальність «топогеозист взводу звукометричної розвідки». Після навчальних зборів перебував у військовій частині В1688 І окремої танкової бригади Гончарівське. Помер 22 вересня 2015 року у військовій частині в Гончарівську від серцево-судинної недостатності. Похований у місті Городні.

### Поховані на Чернігівщині з інших регіонів
1. Бурлака Олег Анатолійович — народився в селищі Олександрівка Мар’їнського району Донецької області, а згодом родина переїхала до Донецька. 10 вересня 2014 року переїхав разом із родиною до міста Чернігова. А 14 вересня уклав контракт про проходження служби у військовому резерві Національної гвардії України, обійнявши посаду командира відділення в батальйоні спеціального призначення Національної гвардії України «Донбас». На початку 2015 року переоформлений у підрозділі як призваний на військову службу за мобілізацією. Загинув 15 лютого 2015 року під час бою в районі селища Широкиного Волноваського (Новоазовського) району Донецької області. Похований 20 лютого 2015 року в місті Чернігові. Указом Президента України № 270 від 15 травня 2015 року «за особисту мужність і героїзм, виявлені у захисті державного суверенітету та територіальної цілісності України, вірність військовій присязі» нагороджений орденом «За мужність» ІІІ ступеня (посмертно). Нагороджений командиром в/ч 3027 медаллю «За службу державі» (розвідка України) у жовтні 2015 року (посмертно). Нагороджений громадою міста Маріуполя почесним знаком «Маріуполь. Відстояли — Перемогли» в травні 2016 року (посмертно).
2. Кобченко Олег Олександрович — народився в Києві. Призваний до Збройних сил України в червні 2014 року. На фронті у складі 30-ї окремої механізованої бригади. Отримав поранення 15 лютого 2015 року під час бою під смт. Чорнухине Попаснянського району Луганської області. 16 лютого разом із пораненими бійцями 128-ї бригади Олега вивозили до шпиталю, але колона потрапила під обстріл. Від того часу вважався зниклим безвісти. У березні 2015 року знайдений серед загиблих. Похований 26 березня 2015 року в селі Ставиське Козелецького району. Указом Президента України № 473/2015 від 13 серпня 2015 року «за особисту мужність і високий професіоналізм, виявлені у захисті державного суверенітету та територіальної цілісності України, вірність військовій присязі» нагороджений орденом «За мужність» III ступеня (посмертно).

### Демобілізовані учасники бойових дій, які загинули у мирний час
1. Пірог Микола Петрович — народився 9 серпня 1980 року в селі Петрушині Чернігівського району Чернігівської області. Згодом родина переїхала до Чернігова. Упродовж дванадцяти років прожив у Москві. 30 квітня 2014 був призваний за мобілізацією. В АТО був у складі 3 роти 13 батальйону «Чернігів». Проходив лікування в Харківському шпиталі. 1 жовтня 2014 року прибув до рідного міста, проте до шпиталю не потрапив — помер від гострої серцевої недостатності. Похований у Чернігові.
2. Альохін Руслан Валерійович
3. Бичок Віталій Григорович
4. Вернигоров Сергій Олександрович
5. Гапон В’ячеслав Миколайович
6. Голобородько Валерій Віталійович
7. Гончаренко Віктор Васильович
8. Дмитришин Володимир
9. Жижка Сергій Васильович
10. Лютенко Микола Миколайович
11. Макаренко Анатолій Миколайович
12. Озимай Роман Валентинович
13. Прудяк Олег Миколайович
14. Сковородько Сергій Іванович
15. Халимон Сергій Миколайович
16. Черненко Денис Миколайович
17. Шурін Олександр Миколайович

### Волонтери
1. Нестеренко Віктор Георгійович — народився 27 березня 1954 року в с. Мости Городнянського району. Строкову службу проходив у Бердянську — тут познайомився з майбутньою дружиною, одружився і залишився на постійне місце проживання. Кадровий офіцер, працював старшим інструктором із водійської справи на полігоні, свого часу брав участь у миротворчих місіях в Африці. Станом на 2014 рік — у відставці. Із початком бойових дій на Сході України почав виїжджати на позиції ЗСУ для допомоги в ремонті військової техніки. Останній його виїзд був напередодні загибелі, 15 серпня 2016 року, у розташування армійців 56-ї окремої мотопіхотної бригади в с. Чермалик Волноваського район Донецької області. Оскільки ремонтні роботи не були закінчені, він залишився на другий день. Уранці бійці виявили його мертвим. Осколок пробив легеню і серце. Похований у м. Бердянську Запорізької області (Новопетровське кладовище).